# Liste der kommerziell erfolgreichsten Weihnachtstonträger in Deutschland

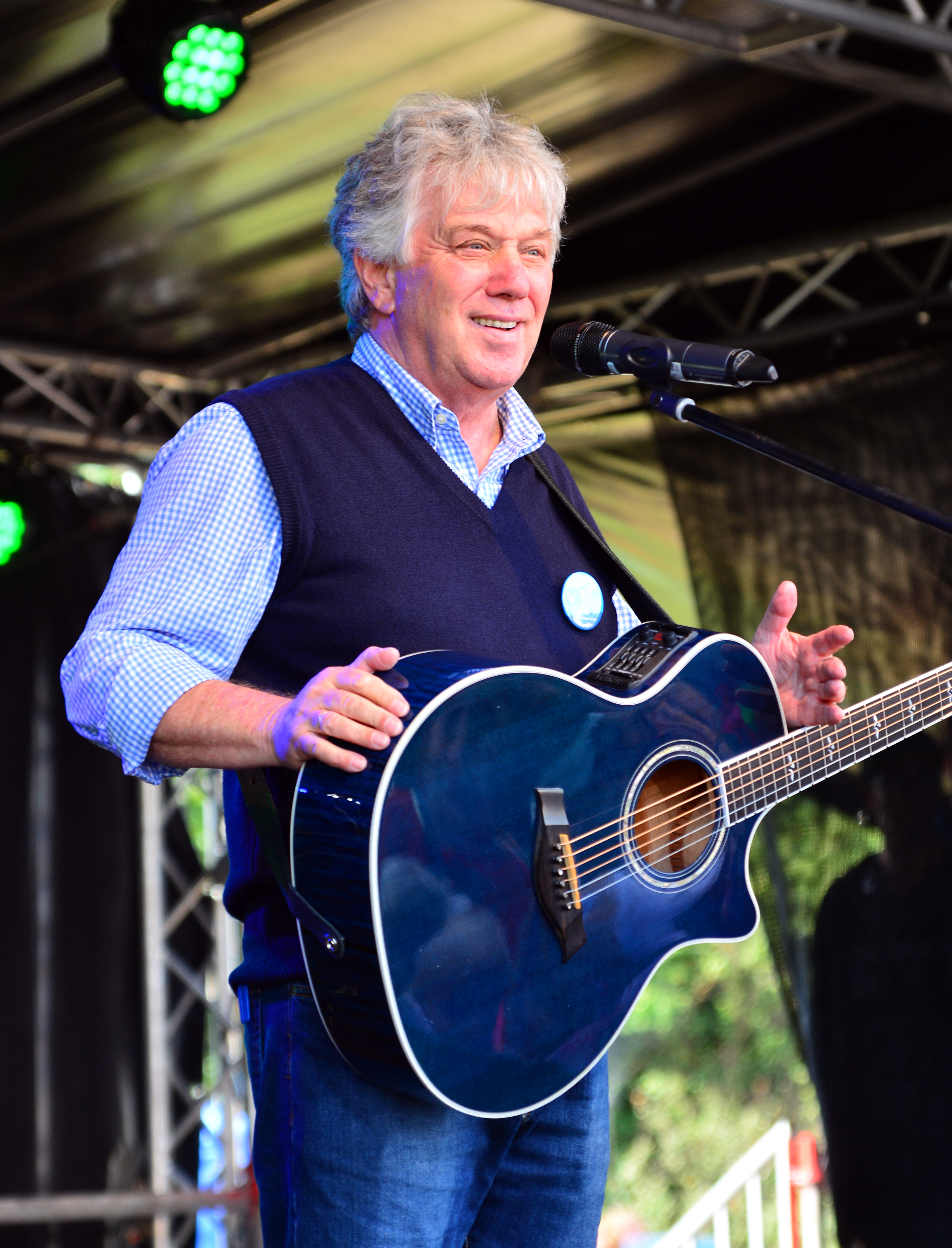
Rolf Zuckowskis Album Winterkinder … auf der Suche nach Weihnachten ist mit über 1,5 Millionen verkauften Einheiten der meistverkaufte Weihnachtstonträger in Deutschland.

Die Liste der kommerziell erfolgreichsten Weihnachtstonträger in Deutschland ist eine Übersicht aller Tonträger, die Bezug auf Weihnachten beziehungsweise die Weihnachtszeit nehmen und einen kommerziellen Erfolg nachweisen können. Kommerziell steht hiermit in Verbindung mit einem Einstieg in die offiziellen deutschen Album- beziehungsweise Singlecharts oder von nachweislich verliehenen Gold- und Platinauszeichnungen.

## Hinweise zur Interpretation der aufgeführten Statistiken

### Allgemeine Hinweise
Diese Liste führt alle Weihnachtstonträger auf, die einen Einstieg in die offiziellen deutschen Album- oder Singlecharts schafften, oder nachweislich Gold- und Platinauszeichnungen verliehen bekamen. Als Weihnachtstonträger zählen diejenigen, die sich mit den Themen Weihnachten beziehungsweise Weihnachtszeit beschäftigen und Weihnachtslieder enthalten. Ein Weihnachtslied ist ein Lied, das zu Weihnachten gesungen wird, weil der Liedtext einen Bezug zum Feiertag hat. Nicht berücksichtigt werden Lieder, die nur einen mit Weihnachten assoziierten Begriff in ihrem Text beinhalten, ohne dass das Stück im Allgemeinen Bezug auf Weihnachten nimmt. Hierbei gibt es aber auch Ausnahmen wie Hallelujah oder The Power of Love, die ursprünglich keine klassischen Weihnachtslieder waren, jedoch zur Weihnachtszeit einen besonderen Stellenwert genießen und für viele Menschen direkt mit Weihnachten assoziiert und speziell zur Weihnachtszeit gesungen werden. Ebenfalls bleiben Tonträger unberücksichtigt, die zur Weihnachtszeit veröffentlicht wurden, aber keinen inhaltlichen Bezug hierzu widerspiegeln. Maßgeblich zur Aufnahme ist der Inhalt der Tonträger und nicht der Zeitraum der Veröffentlichung. Darüber hinaus werden auch keine Sondereditionen mit Titelerweiterungen wie „Weihnachts-Edition“ gelistet, da es sich hierbei um marketingmäßige Wiederveröffentlichungen handelt, deren Inhalt meist nichts mit Weihnachten zu tun hat.
Die Tonträger sind nach Musikalben, Liedern sowie Videoalben unterteilt. Die Tonträger finden sich absteigend nach dem Datum ihrer Erstveröffentlichung in den Tabellen wieder. Bei Liedern ist zunächst das Erscheinungsdatum der Single maßgeblich. Aufgrund von Downloads und Musikstreamings schaffen es seit den 2000er Jahren vermehrt Lieder in die Charts, die nicht als Single erschienen. Erschien ein Lied nicht als Single, ist das Erscheinungsdatum des Tonträgers auf dem das Stück erstmals zu finden war maßgeblich. Die Tabellen bieten einen Überblick über die Charterfolge (Chartplatzierung und Chartwochen) sowie nachweisliche Verkaufszahlen der Weihnachtstonträger in Deutschland. Darüber hinaus sind die Daten der Erstveröffentlichung und der erstmaligen Charteintritte enthalten. Zu den Alben sind zusätzlich die Angaben der Musiklabels und bei den Liedern die Angaben der Autoren beziehungsweise Urheber (Musik/Text) enthalten.
Zu beachten ist, dass es sich bei den „zertifizierten Verkäufe“ um eine Mindestanzahl an verkauften Tonträgern handelt. Da für die Auszeichnungen feste Verleihungsgrenzen bestehen, können die reellen Verkäufe der jeweiligen Tonträger etwas höher – also zwischen der ausgezeichneten und der nächsten Verleihungsgrenze – ausfallen. Des Weiteren wurden bis 1977 die Musikcharts in Deutschland zunächst monatlich später halbmonatlich ermittelt, zur besseren Vergleichbarkeit sind monatliche Chartausgaben mit vier und halbmonatliche Chartausgaben mit zwei Wochen in der Wertung berücksichtigt.
Für eine ausführliche Definition von Weihnachtsliedern siehe auch:

### Musikcharts
Musikcharts gibt es in Deutschland seit Ende 1953 (Singlecharts), als die Jukebox aus den Vereinigten Staaten nach (West-)Deutschland kam. Die Zeitschrift Der Automatenmarkt veröffentlichte jeden Monat eine Auflistung der beliebtesten Boxen-Schlager. Ab Juli 1959 erschien die Zeitschrift Musikmarkt, die ebenfalls eine Hitliste enthielt. Diese ebenfalls monatlich erscheinenden Charts waren ausgereifter, da sie nicht nur den Musikbox-Erfolg zu Rate zogen, sondern auch den Notenverkauf, den Airplay-Einsatz sowie den Tonträger-, also damals Plattenverkauf. Den Boxencharts lief die Musikmarkt-Hitparade innerhalb kürzester Zeit den Rang ab und übernahm die Rolle des offiziellen deutschen Chart-Organs. Nachdem zunächst nur Chartlisten für Singles veröffentlicht wurden, erfolgte ab dem 15. Juli 1962 parallel die Publizierung der Albumcharts. Mit Beginn des Jahres 1965 erschien die Hitparade zweimal monatlich. 1971 stellte der Musikmarkt auf wöchentliche Erscheinungsweise um. Die Chartermittlung wurde ab September 1977 auf die Firma Media Control übertragen.
Seit 2001 werden Verkäufe verschiedener Internet-Händler in die Berechnung der deutschen Musikcharts mit einberechnet. Ab September 2004 wurden außerdem die Downloads verschiedener Internetplattformen in die Wertung der Singlecharts mit einbezogen. Seit dem 13. Juli 2007 wurden die Auswertungen auf sogenannte „Wertecharts“ umgestellt. Für die Chartplatzierung ist nicht mehr wie bisher die Anzahl verkaufter Tonträger ausschlaggebend, sondern der von einem Produkt erzielte Umsatz. 2009 erfolgte die Einberechnung von Downloads in die Albumcharts. 2013 übernahm die GfK Entertainment die Charterstellung. Nachdem Musikstreaming im gleichen Jahr seinen Durchbruch feierte, wurden diese mit der ersten Auswertung des Jahres 2014 auch in die Berechnung der Singlecharts in Deutschland einbezogen. Seit Februar 2016 werden die Streaming-Aufrufe auch bei den Albumcharts mit einberechnet.

### Gold- und Platinauszeichnungen
Gold- und Platinauszeichnungen werden heutzutage in Deutschland vom Bundesverbands der Musikindustrie (BVMI) verliehen. Dieser vergibt offiziell seit 1975 Auszeichnungen für Audioprodukte sowie seit 1991 für Bildtonträger. Die betroffenen Plattenfirmen müssen die Zertifizierungen beantragen, eine automatische Vergabe der Auszeichnungen erfolgt nicht. Es erfolgten bereits vor dem Jahr 1975 Plattenauszeichnungen durch den jeweiligen Tonträgerhersteller, allerdings nicht nach einheitlichen und offiziell geprüften Kriterien. Nach einer Richtlinie vom 1. Januar 1976 wird die Anzahl der gewerteten Verkäufe nach den an den Handel verkauften Einheiten ermittelt, die der GEMA oder einer anderen Verwertungsgesellschaft der Urheber als Inlandsverkäufe gemeldet wurden. Darüber hinaus fließen bei Musikalben und Singles auch Musikstreamings mit in die Absatzstatistik ein. Es fließen jedoch nur „Premium-Streamings“ der entsprechenden Online-Musikdienste mit einem bestimmten „Umrechnungsfaktor“ ein. Bei Singles werden Premium-Streamings unabhängig vom Veröffentlichungsdatum berücksichtigt, bei Musikalben werden diese erst bei Tonträgern deren Erstveröffentlichung nach dem 1. Januar 2016 erfolgten berücksichtigt. Problematisch bei den Verleihungen des BVMI ist, dass Tonträger deren „Hochphase“ vor 1975 war, nicht mit Verkaufszahlen ausgewiesen werden.
Seit 1999 finden in unregelmäßigen Abständen Anpassungen der Verleihungsgrenzen statt. Zwischen 1999 und 2002 erfolgten zunächst, aufgrund abnehmender Verkaufszahlen, schrittweise Herabsetzungen der Verleihungsgrenzen. Im Zuge der steigenden Singleabsätze durch Downloads und der Integrierung von Premium-Musikstreamings, erfolgte 2014 erstmals eine Erhöhung der Verleihungsgrenzen.

## Legende
- Interpret(en): gibt wieder, welche Interpreten an dem Werk beteiligt sind.
- Titel: gibt den Titel des Werkes wieder.
- Autoren: zeigt die Autoren beziehungsweise Urheber (Musik/Text) der Weihnachtslieder auf.
- Musiklabel: gibt an, unter welchem Musiklabel Alben und Videoalben erstmals veröffentlicht wurden.
- Erst-Vö: gibt an, wann das Werk erstmals veröffentlicht wurde (bei Liedern zählt zunächst das Datum der Singleveröffentlichung, dann das der Albumveröffentlichung).
- Einstieg: das Datum, an dem das Werk erstmals die deutschen Charts erreichte.
- Platzierung: gibt die Höchstplatzierung wieder, die das Werk in den deutschen Charts erreichte.
- Wochen: gibt die Verweildauer in den deutschen Charts wieder.
- Zertifizierte Verkäufe: gibt die nachweislich ausgezeichneten Verkaufszahlen sowie die erhaltenen Gold- und Platinauszeichnungen wieder.

- —: die Informationen hierzu sind unbekannt oder nicht vorhanden.
- …: diese Tonträger befinden sich aktuell in den deutschen Charts.
- kursiv: die Veröffentlichungsdaten des Liedes beziehen sich nicht auf die Single, sondern auf die erstmalige Veröffentlichung auf einem Album.

## Liste der kommerziell erfolgreichsten Alben
Das erste Weihnachtsalbum, dass sich in den deutschen Albumcharts platzieren konnte, stammt vom österreichischen Schlagersänger Freddy Quinn. Sein Album Weihnachten auf hoher See erreichte erstmals am 15. Januar 1964 die deutschen Albumcharts. Mit Beginn der Download- und Streamingära schafften es auch alte Weihnachtsalben wie Bing Crosbys White Christmas (1945) erstmals 79 Jahre nach seinem Erscheinen in die deutschen Albumcharts, es ist damit auch das älteste Weihnachtsalbum das sich bisher in den deutschen Albumcharts platzieren konnte. Seit Einführung der deutschen Albumcharts schafften es neun Alben an die Chartspitze. Erstmals gelang dies Quinn mit seinem Weihnachten auf hoher See 1964. 16 Jahre später schaffte es mit Weihnachten mit Andrea Jürgens von Andrea Jürgens als zweites Weihnachtsalbum an die Spitze der deutschen Albumcharts 1980. Danach dauerte es 32 Jahre, bis sich 2011 Michael Bublé mit seinem Album Christmas wieder ein Weihnachtsalbum an der Chartspitze platzieren konnte. 2015 schaffte es Helene Fischers Weihnachten als viertes Album auf Position eins. Als fünftes Album erreichte Sing meinen Song – Das Weihnachtskonzert Vol. 4 von den Sing meinen Song Allstars der vierten Staffel die Chartspitze. Das sechste Album war The Christmas Present von Robbie Williams, das siebte Not So Silent Night von Sarah Connor, das achte Weihnacht von Andrea Berg und als bislang letztes Album platzierte sich Wincents Weisse Weihnachten von Wincent Weiss an der Chartspitze. Neben den acht Nummer-eins-Erfolgen schafften es insgesamt 49 Weihnachtsalben in die Top 10. Alleine drei Alben vom TV-Format Sing meinen Song erreichten die Top 10.
Bislang erreichten sechs Alben nachweislich den Status eines Millionensellers. Das erste Album, das die Grenze von einer Million überschritt, war Weihnachten mit Heintje vom niederländischen Kinderstar Heintje im Jahr 1968. 13 Jahre später – im Jahr 1981 – überschritt Weihnachten mit Andrea Jürgens von Andrea Jürgens als zweites Album die Millionenmarke. Das Album rangiert zugleich mit 1,25 Millionen verkauften Einheiten auf Platz drei der meistverkauften Weihnachtsalben in Deutschland. Die meistverkauften Weihnachtsalben sind mit je 1,5 Millionen Verkäufen Weihnachten mit Heintje sowie Winterkinder … auf der Suche nach Weihnachten von Rolf Zuckowski. An Rang vier rangiert Weihnachten von Helene Fischer und dem Royal Philharmonic Orchestra. Darüber hinaus überschritten ebenfalls Roger Whittakers Weihnachten mit Roger Whittaker und Rolf Zuckowskis Dezemberträume die Millionen-Grenze. Neben zwei Millionensellern, schafften es acht Weihnachtsalben von Zuckowski in die deutschen Charts, zwei weitere Weihnachtsalben wurden zusätzlich mit Gold- und Platinauszeichnungen geehrt. Damit ist Zuckowski der erfolgreichste Interpret in den Albumcharts sowie mit über vier Millionen verkauften Weihnachtsalben der verkaufsstärkste Interpret bezüglich Weihnachtsalben.
Liste der kommerziell erfolgreichsten Weihnachtsalben in Deutschland
| Interpret(en)                                                         | Titel                                                                            | Musiklabel                       | Erst-Vö    | Chartinformationen | Chartinformationen | Chartinformationen | Zertifizierte Verkäufe |
| Interpret(en)                                                         | Titel                                                                            | Musiklabel                       | Erst-Vö    | Einstieg           | Platzierung        | Wochen             | Zertifizierte Verkäufe |
| --------------------------------------------------------------------- | -------------------------------------------------------------------------------- | -------------------------------- | ---------- | ------------------ | ------------------ | ------------------ | ---------------------- |
| Wiener Sängerknaben                                                   | Fröhliche Weihnacht überall                                                      | —                                | xx.xx.xxxx | 15.12.1965         | 19                 | 4                  |                        |
| Bing Crosby                                                           | Merry Christmas (auch bekannt als: White Christmas)                              | Decca Records                    | xx.xx.1945 | 27.12.2024         | 55                 | 1                  |                        |
| Frank Sinatra                                                         | Christmas Songs by Sinatra                                                       | Columbia Records                 | 04.10.1948 | 29.12.2023         | 58                 | 1                  |                        |
| Frank Sinatra                                                         | A Jolly Christmas from Frank Sinatra                                             | Capitol Records                  | 21.09.1957 | 01.01.2021         | 12                 | 8                  |                        |
| Elvis Presley                                                         | Elvis’ Christmas Album                                                           | RCA Records                      | 15.10.1957 | 31.12.2021         | 43                 | 4                  |                        |
| Dean Martin                                                           | A Winter Romance                                                                 | Capitol Records                  | 16.11.1959 | 15.12.2023         | 4                  | 9                  |                        |
| Ella Fitzgerald                                                       | Ella Wishes You a Swinging Christmas                                             | Verve Records                    | xx.xx.1960 | 29.12.2023         | 47                 | 2                  |                        |
| Nat King Cole                                                         | The Magic of Christmas (auch bekannt als: The Christmas Song)                    | Capitol Records                  | 03.10.1960 | 30.12.2022         | 14                 | 8                  |                        |
| Mahalia Jackson                                                       | Songs for Christmas: Silent Night                                                | Columbia Records                 | xx.xx.1962 | —                  | —                  | —                  | Gold (250.000+)        |
| Bing Crosby                                                           | Christmas Classics (auch bekannt als: I Wish You a Merry Christmas)              | WSM                              | 05.10.1962 | 29.12.2023         | 38                 | 2                  |                        |
| Freddy                                                                | Weihnachten auf hoher See                                                        | Polydor                          | xx.09.1963 | 15.01.1964         | 1                  | 24                 | 2× Gold (500.000+)     |
| Verschiedene Interpreten                                              | Klingende Weihnacht                                                              | Philips                          | xx.10.1963 | 15.12.1964         | 46                 | 4                  |                        |
| Rudolf Schock                                                         | Weihnachten mit Rudolf Schock                                                    | Eurodisc                         | xx.xx.1964 | 15.12.1964         | 14                 | 16                 |                        |
| Willy Schneider                                                       | Frohe Weihnachten mit Willy Schneider                                            | Telefunken                       | xx.08.1965 | 15.12.1965         | 38                 | 4                  |                        |
| Peter Alexander                                                       | Schöne Weihnachten mit Peter Alexander                                           | Polydor                          | xx.xx.1966 | —                  | —                  | —                  | Gold (250.000+)        |
| The James Last Band                                                   | Christmas Dancing                                                                | Polydor                          | xx.xx.1966 | —                  | —                  | —                  | Platin (500.000+)      |
| Dean Martin                                                           | The Dean Martin Christmas Album                                                  | Reprise Records                  | 11.10.1966 | 30.12.2022         | 78                 | 1                  |                        |
| Stevie Wonder                                                         | Someday at Christmas                                                             | Motown                           | 17.11.1967 | 27.12.2024         | 70                 | 1                  |                        |
| Roy Black                                                             | Weihnachten bin ich zu Haus                                                      | Polydor                          | xx.xx.1968 | 15.12.1968         | 25                 | 8                  | Gold (250.000+)        |
| Heintje                                                               | Weihnachten mit Heintje                                                          | Ariola                           | xx.xx.1968 | 15.11.1968         | 2                  | 12                 | 6× Gold (1.500.000+)   |
| Roger Whittaker                                                       | Festliche Weihnacht                                                              | Tembo Music                      | xx.xx.1969 | —                  | —                  | —                  | Gold (250.000+)        |
| José Feliciano                                                        | Feliz Navidad                                                                    | RCA Records                      | 24.11.1970 | 29.12.2023         | 41                 | 2                  |                        |
| James Last                                                            | Weihnachten mit James Last                                                       | Polydor                          | xx.xx.1973 | —                  | —                  | —                  | Gold (250.000+)        |
| Heino                                                                 | Deutsche Weihnacht … und festliche Lieder                                        | Columbia Records / EMI Electrola | xx.xx.1974 | —                  | —                  | —                  | Gold (250.000+)        |
| Nana Mouskouri                                                        | Nana Mouskouri singt die schönsten deutschen Weihnachtslieder                    | Philips                          | xx.xx.1976 | —                  | —                  | —                  | Gold (250.000+)        |
| Luciano Pavarotti                                                     | Weihnachten mit Luciano Pavarotti – O Heilige Nacht                              | Decca Records                    | xx.xx.1976 | 17.12.1990         | 28                 | 2                  |                        |
| Fischer-Chöre                                                         | Weihnachten mit den Fischer-Chören                                               | Polydor                          | xx.xx.1977 | —                  | —                  | —                  | Gold (250.000+)        |
| James Last                                                            | Ein festliches Konzert zur Weihnachtszeit                                        | Polydor                          | xx.xx.1979 | —                  | —                  | —                  | Gold (250.000+)        |
| Andrea Jürgens                                                        | Weihnachten mit Andrea Jürgens                                                   | Ariola                           | xx.10.1979 | 24.12.1979         | 1                  | 8                  | 5× Gold (1.250.000+)   |
| The Kelly Family                                                      | Festliche Stunden bei der Kelly Family                                           | Polydor                          | xx.xx.1980 | —                  | —                  | —                  | Gold (250.000+)        |
| Boney M.                                                              | Christmas Album (auch bekannt als: Christmas with Boney M. oder Happy Christmas) | Hansa                            | 23.11.1981 | 30.11.2007         | 14                 | 8                  | Gold (250.000+)        |
| Richard Clayderman                                                    | Ein Weihnachtstraum                                                              | Delphine / Teldec                | xx.xx.1982 | 20.12.1982         | 3                  | 3                  | Platin (500.000+)      |
| Rolf Zuckowski und seine Freunde                                      | Wir warten auf Weihnachten                                                       | Polydor                          | xx.xx.1982 | —                  | —                  | —                  | Platin (500.000+)      |
| Die Schlümpfe                                                         | Frohe Schlumpfen-Weihnacht                                                       | Karussell                        | xx.xx.1983 | 09.01.1984         | 16                 | 1                  |                        |
| Roger Whittaker                                                       | Weihnachten mit Roger Whittaker                                                  | Avon                             | xx.xx.1983 | 26.12.1983         | 3                  | 5                  | 2× Platin (1.000.000+) |
| Frank Schöbel & Aurora Lacasa mit ihren Kindern Odette & Dominique    | Weihnachten in Familie                                                           | Amiga                            | xx.xx.1985 | 15.12.2017         | 42                 | 17                 | Gold (250.000+)        |
| Die Flippers                                                          | Weihnachten mit den Flippers                                                     | Bellaphon Records                | 19.10.1987 | —                  | —                  | —                  | Gold (250.000+)        |
| Rolf Zuckowski und seine Freunde                                      | Winterkinder … auf der Suche nach Weihnachten                                    | Polydor                          | 11.11.1987 | 13.12.2004         | 15                 | 66                 | 3× Platin (1.500.000+) |
| New Kids on the Block                                                 | Merry, Merry Christmas                                                           | CBS Records                      | 19.09.1989 | 10.12.1990         | 30                 | 3                  |                        |
| Lena Valaitis                                                         | Weihnachten mit Lena Valaitis                                                    | Koch                             | 25.09.1989 | —                  | —                  | —                  | Gold (250.000+)        |
| Original Naabtal Duo & Stefan Mross                                   | Frohe Weihnacht                                                                  | Ariola                           | 13.11.1989 | 18.12.1989         | 3                  | 3                  | Gold (250.000+)        |
| Soundtrack                                                            | Kevin – Allein zu Haus                                                           | CBS Masterworks                  | 04.12.1990 | 30.12.2022         | 48                 | 2                  |                        |
| Norbert K.                                                            | Weihnachten                                                                      | DA Music                         | xx.xx.1991 | —                  | —                  | —                  | Gold (250.000+)        |
| Shakin’ Stevens                                                       | Merry Christmas Everyone                                                         | Epic Records                     | 28.11.1991 | 15.12.2023         | 8                  | 7                  |                        |
| Plácido Domingo / José Carreras / Diana Ross                          | Christmas in Vienna                                                              | Sony Classical                   | 05.10.1993 | 06.12.1993         | 13                 | 9                  | Gold (250.000+)        |
| Rolf Zuckowski mit seinen großen und kleinen Freunden                 | Dezemberträume                                                                   | Musik für Dich                   | 05.11.1993 | 29.11.1993         | 8                  | 64                 | 2× Platin (1.000.000+) |
| Die Gute Zeiten-Schlechte Zeiten Familie                              | Weihnachten bei uns                                                              | Ultrapop                         | xx.xx.1994 | 12.12.1994         | 7                  | 5                  | Gold (250.000+)        |
| Mariah Carey                                                          | Merry Christmas                                                                  | Columbia Records                 | 28.10.1994 | 05.12.1994         | 2                  | 14                 | Gold (250.000+)        |
| Plácido Domingo & Dionne Warwick                                      | Christmas in Vienna II                                                           | Sony Classical                   | xx.11.1994 | 05.12.1994         | 34                 | 5                  |                        |
| The Kelly Family                                                      | Christmas for All                                                                | Kel-Life                         | xx.12.1994 | 19.12.1994         | 2                  | 11                 | Gold (250.000+)        |
| Plácido Domingo / Sissel Kyrkjebø / Charles Aznavour                  | Christmas in Vienna III                                                          | Sony Classical                   | 02.11.1995 | 25.12.1995         | 50                 | 2                  |                        |
| Die Gute Zeiten-Schlechte Zeiten Familie                              | Weihnachten bei uns 2                                                            | Ultrapop                         | xx.06.1995 | 18.12.1995         | 38                 | 3                  |                        |
| Rondò Veneziano                                                       | Weihnachten mit Rondò Veneziano – Sinfonia di Natale                             | DDD                              | 31.10.1995 | 18.12.1995         | 15                 | 3                  |                        |
| Verschiedene Interpreten                                              | Weihnachts-Gala der Weltstars                                                    | Deutsche Grammophon              | 07.10.1996 | 16.12.1996         | 48                 | 3                  |                        |
| Plácido Domingo / José Carreras / Natalie Cole                        | A Celebration of Christmas                                                       | Elektra Records                  | 18.10.1996 | 09.12.1996         | 37                 | 4                  |                        |
| Rolf Zuckowski und seine großen Freunde                               | Stille Nächte – Helles Licht                                                     | Musik für Dich                   | 04.11.1996 | 25.11.1996         | 28                 | 10                 |                        |
| Plácido Domingo & Friends                                             | Christmas in Vienna – Best Of                                                    | Sony Classical                   | 07.11.1996 | 16.12.1996         | 60                 | 3                  |                        |
| Free the Spirit                                                       | Pan from Christmas                                                               | PolyStar                         | 25.11.1996 | 23.12.1996         | 80                 | 2                  |                        |
| Rolf und seine Freunde                                                | Weihnachtszeit im Kindergarten                                                   | Musik für Dich                   | 31.10.1997 | 18.12.2000         | 99                 | 1                  | Platin (500.000+)      |
| Plácido Domingo / Ying Huang / Michael Bolton                         | Christmas in Vienna IV                                                           | Sony Classical                   | 05.11.1997 | 15.12.1997         | 61                 | 3                  |                        |
| André Rieu                                                            | Mein Weihnachtstraum                                                             | Polydor                          | 10.11.1997 | 24.11.1997         | 6                  | 10                 | Platin (500.000+)      |
| Hanson                                                                | Snowed In                                                                        | Mercury Records                  | 17.11.1997 | 01.12.1997         | 65                 | 4                  |                        |
| GZSZ All Stars                                                        | Merry Christmas to You                                                           | Ultrapop                         | 20.11.1997 | 15.12.1997         | 27                 | 3                  |                        |
| Richie & Die Thekenschlampen                                          | Weihnachten mit Richie und den Thekenschlampen                                   | Zampano                          | 01.12.1997 | 15.12.1997         | 84                 | 3                  |                        |
| Céline Dion                                                           | These Are Special Times                                                          | Columbia Records                 | 02.11.1998 | 16.11.1998         | 3                  | 14                 |                        |
| Kastelruther Spatzen                                                  | Weihnachten mit den Kastelruther Spatzen                                         | Koch                             | 06.10.1998 | 14.12.1998         | 84                 | 3                  |                        |
| Plácido Domingo / Sarah Brightman / Helmut Lotti / Riccardo Cocciante | Christmas in Vienna V                                                            | Sony Classical                   | 26.10.1998 | 07.12.1998         | 33                 | 4                  |                        |
| Die Roten Rosen                                                       | Wir warten auf’s Christkind                                                      | JKP / Eastwest Records           | 26.10.1998 | 09.11.1998         | 4                  | 15                 | Platin (500.000+)      |
| Wolfgang Petry                                                        | Freude!                                                                          | Na klar!                         | 20.11.1998 | 07.12.1998         | 5                  | 8                  | Platin (500.000+)      |
| Plácido Domingo / Patricia Kaas / Alejandro Fernández                 | Christmas in Vienna VI                                                           | Sony Classical                   | 25.10.1999 | 06.12.1999         | 49                 | 4                  |                        |
| Hansi Hinterseer                                                      | Weihnachten mit Hansi                                                            | White                            | 01.11.1999 | 20.12.1999         | 23                 | 2                  |                        |
| Michelle                                                              | Denk’ ich an Weihnacht’                                                          | Electrola                        | 15.11.1999 | 13.12.1999         | 98                 | 1                  |                        |
| Die drei Tenöre                                                       | Weihnachten mit den drei Tenören                                                 | Sony Classical                   | 01.09.2000 | 04.12.2000         | 9                  | 5                  | Gold (150.000+)        |
| Vonda Shepard                                                         | Ally McBeal: A Very Ally Christmas                                               | Epic Records                     | xx.11.2000 | 27.11.2000         | 22                 | 6                  |                        |
| Big Brother Allstars                                                  | Weihnachten mit Big Brother                                                      | BMG                              | 24.11.2000 | 11.12.2000         | 36                 | 4                  |                        |
| Wolfgang Petry                                                        | Freude! 2                                                                        | Na klar!                         | 27.11.2000 | 11.12.2000         | 18                 | 4                  | Gold (150.000+)        |
| Rolf Zuckowski                                                        | In der Weihnachtsbäckerei                                                        | Musik für Dich                   | 08.10.2001 | 30.11.2012         | 13                 | 84                 | Gold (150.000+)        |
| Plácido Domingo / Charlotte Church / Tony Bennett / Vanessa Williams  | Christmas in Vienna VII                                                          | Sony Classical                   | 22.10.2001 | 24.12.2001         | 79                 | 2                  |                        |
| Destiny’s Child                                                       | 8 Days of Christmas                                                              | Music World / Columbia Records   | 12.11.2001 | 17.12.2001         | 80                 | 2                  |                        |
| Helmut Lotti                                                          | A Classical Christmas with Helmut Lotti                                          | Electrola                        | 12.11.2001 | 26.11.2001         | 17                 | 10                 |                        |
| Howard Carpendale                                                     | My Christmas                                                                     | Polydor                          | 26.11.2001 | 17.12.2001         | 80                 | 2                  |                        |
| Unheilig                                                              | Frohes Fest                                                                      | Four Rock                        | 28.10.2002 | 03.12.2010         | 57                 | 5                  |                        |
| Hansi Hinterseer                                                      | Goldene Weihnacht                                                                | White                            | 04.11.2002 | 13.12.2002         | 88                 | 2                  |                        |
| Die Jungen Tenöre                                                     | Eine Weihnachtsreise                                                             | Portrait Records                 | 11.11.2002 | 16.12.2002         | 46                 | 4                  |                        |
| Uschi Glas                                                            | Uschi Glas singt die schönsten Weihnachtslieder                                  | Edel Music                       | 18.11.2002 | 16.12.2002         | 45                 | 3                  |                        |
| Manfred Krug                                                          | Der Weihnachtskrug                                                               | WSM                              | 18.11.2002 | 02.12.2002         | 58                 | 5                  |                        |
| Jethro Tull                                                           | The Jethro Tull Christmas Album                                                  | Roadrunner Records               | 30.09.2003 | 27.10.2003         | 12                 | 1                  |                        |
| Udo Jürgens                                                           | Es werde Licht – Meine Winter- und Weihnachtslieder                              | Ariola                           | 17.11.2003 | 01.12.2003         | 53                 | 5                  |                        |
| Wolfgang Petry                                                        | Freudige Weihnachten                                                             | Na klar!                         | 17.11.2003 | 01.12.2003         | 57                 | 5                  |                        |
| TV Allstars                                                           | Ultimate Christmas Album                                                         | Polydor                          | 24.11.2003 | 15.12.2003         | 4                  | 4                  | Gold (100.000+)        |
| Jeanette                                                              | Merry Christmas                                                                  | Kuba / Polydor                   | 22.11.2004 | 06.12.2004         | 22                 | 6                  |                        |
| Verschiedene Interpreten                                              | Your Stars for Christmas                                                         | Polydor                          | 29.11.2004 | 13.12.2004         | 91                 | 1                  |                        |
| Diana Krall feat. Clayton-Hamilton Jazz Orchestra                     | Christmas Songs                                                                  | Verve Records                    | 26.10.2005 | 25.11.2005         | 34                 | 7                  |                        |
| Sarah Connor                                                          | Christmas in My Heart                                                            | X-Cell                           | 18.11.2005 | 02.12.2005         | 6                  | 20                 | Platin (200.000+)      |
| André Rieu                                                            | Christmas Around the World (auch bekannt als: Weihnachten rund um die Welt)      | Polydor                          | 25.11.2005 | 09.12.2005         | 20                 | 5                  |                        |
| Banaroo                                                               | Christmas World                                                                  | Na klar!                         | 25.11.2005 | 09.12.2005         | 12                 | 5                  |                        |
| Schnappi                                                              | Schnappi’s Winterfest                                                            | Polydor                          | 07.12.2005 | 16.12.2005         | 43                 | 3                  |                        |
| Die Flippers                                                          | Die Flippers feiern Weihnachten                                                  | Ariola                           | 25.08.2006 | —                  | —                  | —                  | Gold (100.000+)        |
| Die Amigos                                                            | Weihnachten daheim                                                               | MCP                              | 15.10.2006 | 22.12.2006         | 56                 | 7                  | Gold (100.000+)        |
| Rolf Zuckowski                                                        | Rolfs bunter Adventskalender                                                     | Musik für Dich                   | 20.10.2006 | 17.11.2006         | 34                 | 27                 | Gold (100.000+)        |
| Billy Idol                                                            | Happy Holidays                                                                   | Unique Records                   | 23.10.2006 | 12.11.2021         | 50                 | 1                  |                        |
| Il Divo                                                               | The Christmas Collection                                                         | Syco Music                       | 25.10.2006 | 15.12.2006         | 75                 | 2                  |                        |
| Marshall & Alexander                                                  | Weihnachten mit Marshall & Alexander                                             | Edel Music                       | 03.11.2006 | 17.11.2006         | 52                 | 8                  |                        |
| Captain Cook und seine singenden Saxophone                            | White Christmas                                                                  | Koch Universal                   | 03.11.2006 | 15.12.2006         | 37                 | 6                  |                        |
| Gregorian                                                             | Christmas Chants                                                                 | Edel Music                       | 17.11.2006 | 01.12.2006         | 27                 | 6                  |                        |
| Nils Landgren                                                         | Christmas with My Friends                                                        | ACT                              | 17.11.2006 | —                  | —                  | —                  | Platin (20.000+)       |
| Andrea Berg                                                           | Dezember Nacht                                                                   | Ariola                           | 02.11.2007 | 16.11.2007         | 8                  | 7                  | Platin (200.000+)      |
| Peter Maffay                                                          | Frohe Weihnachten mit Tabaluga, Peter Maffay & seinen Freunden                   | Ariola                           | 02.11.2007 | 16.11.2007         | 25                 | 7                  |                        |
| beFour                                                                | Hand in Hand – The Winter Album                                                  | Pop ‘N’ Roll                     | 16.11.2007 | 30.11.2007         | 10                 | 11                 | Gold (100.000+)        |
| Till Brönner                                                          | The Christmas Album                                                              | Verve Records                    | 16.11.2007 | 30.11.2007         | 18                 | 5                  | Gold (100.000+)        |
| Nils Landgren                                                         | Christmas with My Friends II                                                     | ACT                              | 31.10.2008 | —                  | —                  | —                  | Platin (20.000+)       |
| Enya                                                                  | And Winter Came…                                                                 | Warner Music                     | 07.11.2008 | 21.11.2008         | 3                  | 21                 | Platin (200.000+)      |
| Gregorian                                                             | Christmas Chants & Visions                                                       | Edel Music                       | 21.11.2008 | 05.12.2008         | 71                 | 4                  | Gold (100.000+)        |
| Rolf Zuckowski                                                        | Mein allerschönster Weihnachtstraum                                              | Musik für Dich                   | 01.09.2009 | —                  | —                  | —                  | Platin (200.000+)      |
| Andrea Bocelli                                                        | My Christmas                                                                     | Decca Records                    | 20.09.2009 | 04.12.2009         | 42                 | 5                  |                        |
| Bob Dylan                                                             | Christmas in the Heart                                                           | Columbia Records                 | 13.10.2009 | 23.10.2009         | 37                 | 7                  |                        |
| Rolf Zuckowski und seine Freunde                                      | Rolfs großer Weihnachtsschatz                                                    | Musik für Dich                   | 06.11.2009 | 04.12.2009         | 66                 | 4                  |                        |
| Michael Hirte                                                         | Einsamer Hirte & die schönsten Weihnachtslieder                                  | Ariola                           | 13.11.2009 | 27.11.2009         | 4                  | 11                 |                        |
| Pet Shop Boys                                                         | Christmas EP a                                                                   | Parlophone                       | 14.12.2009 | 25.12.2009         | 35                 | 3                  |                        |
| Tom Gaebel                                                            | Easy Christmas                                                                   | Telemedia                        | 15.10.2010 | —                  | —                  | —                  | Gold (10.000+)         |
| Die Amigos                                                            | Weihnachtskonzert Live / Weihnachten Live                                        | MCP                              | 22.10.2010 | 02.12.2022         | 57                 | 1                  |                        |
| Boney M.                                                              | Feliz Navidad – A Wonderful Christmas                                            | MCI                              | 12.11.2010 | 24.12.2010         | 93                 | 2                  |                        |
| Mariah Carey                                                          | Merry Christmas II You                                                           | Island Records                   | 12.11.2010 | 10.12.2010         | 77                 | 1                  |                        |
| Annie Lennox                                                          | A Christmas Cornucopia                                                           | Island Records                   | 14.11.2010 | 26.11.2010         | 37                 | 7                  |                        |
| Gregorian                                                             | Christmas Chants Live in Berlin                                                  | Edel Music                       | 19.11.2010 | 03.12.2010         | 91                 | 2                  |                        |
| Die Höhner                                                            | Weihnacht 2                                                                      | Rhingtön                         | 26.11.2010 | 10.12.2010         | 90                 | 1                  |                        |
| Verschiedene Interpreten                                              | Frohe Weihnacht – Die größten Stars singen unsere schönsten Weihnachtslieder     | Koch Universal                   | 26.11.2010 | 10.12.2010         | 52                 | 4                  |                        |
| Rolf Zuckowski und seine Schweizer Freunde                            | Sehnsucht nach Weihnachten                                                       | Polydor                          | 26.11.2010 | 10.12.2010         | 40                 | 3                  | Gold (100.000+)        |
| Hape Kerkeling                                                        | Hapes zauberhafte Weihnachten                                                    | Ariola                           | 03.12.2010 | 31.12.2010         | 81                 | 1                  |                        |
| Michael Bublé                                                         | Christmas                                                                        | 143 / Reprise Records            | 21.10.2011 | 11.11.2011         | 1                  | 92                 | 9× Gold (900.000+)     |
| Justin Bieber                                                         | Under the Mistletoe                                                              | Island Records                   | 28.10.2011 | 18.11.2011         | 21                 | 16                 |                        |
| Simone Sommerland, Karsten Glück und die Kita-Frösche                 | Die 30 besten Weihnachts- und Winterlieder                                       | Lamp und Leute                   | 04.11.2011 | 02.12.2011         | 9                  | 104                | 3× Gold (300.000+)     |
| Kastelruther Spatzen                                                  | Weihnachten bei uns daheim                                                       | Koch Universal                   | 11.11.2011 | 25.11.2011         | 21                 | 6                  |                        |
| Celtic Woman                                                          | A Celtic Christmas                                                               | Manhattan                        | 25.11.2011 | 09.12.2011         | 43                 | 5                  |                        |
| Nils Landgren                                                         | Christmas with My Friends III                                                    | ACT                              | 26.10.2012 | 21.12.2012         | 69                 | 2                  | Platin (20.000+)       |
| Rod Stewart                                                           | Merry Christmas, Baby                                                            | Verve Records                    | 30.10.2012 | 07.12.2012         | 22                 | 5                  |                        |
| The Baseballs                                                         | Good Ol’ Christmas                                                               | Warner Music                     | 02.11.2012 | 16.11.2012         | 25                 | 8                  |                        |
| Thomas Anders                                                         | Christmas for You                                                                | Electrola                        | 16.11.2012 | 21.12.2012         | 99                 | 1                  |                        |
| Die Amigos                                                            | Weihnachten mit den Amigos                                                       | MCP                              | 02.11.2012 | 16.11.2012         | 15                 | 7                  |                        |
| Kelly Clarkson                                                        | Wrapped in Red                                                                   | RCA Records                      | 25.10.2023 | 15.12.2023         | 10                 | 8                  |                        |
| Michael Bublé                                                         | To Be Loved / Christmas                                                          | Reprise Records                  | 15.11.2013 | 29.11.2013         | 17                 | 6                  |                        |
| Leona Lewis                                                           | Christmas, with Love                                                             | Syco Music                       | 29.11.2013 | 15.12.2023         | 28                 | 4                  |                        |
| Fantasy                                                               | Weihnachten mit Fantasy                                                          | Ariola                           | 13.10.2014 | 14.11.2014         | 17                 | 14                 | Gold (100.000+)        |
| Pentatonix                                                            | That’s Christmas to Me                                                           | RCA Records                      | 20.10.2014 | 02.01.2015         | 53                 | 3                  |                        |
| Nils Landgren                                                         | Christmas with My Friends IV                                                     | ACT                              | 31.10.2014 | 12.12.2014         | 73                 | 3                  | Gold (10.000+)         |
| Verschiedene Interpreten: Sing meinen Song                            | Sing meinen Song – Das Weihnachtskonzert                                         | Naidoo Records                   | 05.12.2014 | 19.12.2014         | 4                  | 9                  | Platin (200.000+)      |
| Simone Sommerland, Karsten Glück und die Kita-Frösche                 | Die 30 besten neuen Weihnachts- und Winterlieder                                 | Lamp und Leute                   | 30.10.2015 | 06.11.2015         | 46                 | 7                  |                        |
| Tom Gaebel                                                            | A Swinging Christmas                                                             | Tomofon Records                  | 06.11.2015 | —                  | —                  | —                  | Gold (10.000+)         |
| Angelo Kelly & Family                                                 | Irish Christmas                                                                  | Flowfish                         | 06.11.2015 | 13.11.2015         | 19                 | 9                  |                        |
| Kylie Minogue                                                         | Kylie Christmas                                                                  | Parlophone                       | 13.11.2015 | 20.11.2015         | 34                 | 3                  |                        |
| Helene Fischer & Royal Philharmonic Orchestra                         | Weihnachten                                                                      | Polydor                          | 13.11.2015 | 20.11.2015         | 1                  | 71                 | 6× Platin (1.200.000+) |
| Verschiedene Interpreten: Sing meinen Song                            | Sing meinen Song – Das Weihnachtskonzert Vol. 2                                  | Naidoo Records                   | 04.12.2015 | 11.12.2015         | 4                  | 4                  |                        |
| Pentatonix                                                            | A Pentatonix Christmas                                                           | RCA Records                      | 21.10.2016 | 11.11.2016         | 13                 | 24                 | Gold (100.000+)        |
| Nils Landgren                                                         | Christmas with My Friends V                                                      | ACT                              | 28.10.2016 | 02.12.2016         | 71                 | 4                  | Gold (10.000+)         |
| Michael Hirte                                                         | Frohe Weihnachten mit Michael Hirte                                              | Telamo                           | 04.11.2016 | 02.12.2016         | 77                 | 3                  |                        |
| Christoph Israel & Deutsches Filmorchester Babelsberg                 | Ein Wintermärchen – Weihnachtslieder aus Deutschland                             | Panorama                         | 24.11.2016 | 02.12.2016         | 25                 | 5                  |                        |
| Daniela Katzenberger & Lucas Cordalis                                 | Frohe Weihnachten                                                                | El Cartel                        | 02.12.2016 | 09.12.2016         | 81                 | 1                  |                        |
| Verschiedene Interpreten: Sing meinen Song                            | Sing meinen Song – Das Weihnachtskonzert Vol. 3                                  | Naidoo Records                   | 09.12.2016 | 16.12.2016         | 15                 | 3                  |                        |
| Gwen Stefani                                                          | You Make It Feel Like Christmas                                                  | Interscope Records               | 06.10.2017 | 29.12.2023         | 33                 | 2                  |                        |
| Frank Sinatra                                                         | Ultimate Christmas                                                               | Universal Music                  | 06.10.2017 | 27.12.2024         | 74                 | 1                  |                        |
| Boney M. feat. Liz Mitchell & Friends                                 | World Music for Christmas                                                        | MCI                              | 10.11.2017 | 15.12.2017         | 53                 | 2                  |                        |
| Tarja Turunen                                                         | From Spirits and Ghosts                                                          | Edel Music                       | 17.11.2017 | 24.11.2017         | 40                 | 1                  |                        |
| Sia                                                                   | Everyday Is Christmas                                                            | Atlantic Records                 | 17.11.2017 | 24.11.2017         | 4                  | 24                 |                        |
| Gregorian                                                             | Holy Chants                                                                      | Telamo                           | 24.11.2017 | 01.12.2017         | 83                 | 2                  |                        |
| Verschiedene Interpreten: Sing meinen Song                            | Sing meinen Song – Das Weihnachtskonzert Vol. 4                                  | Tonpool                          | 28.11.2017 | 01.12.2017         | 1                  | 6                  | Gold (100.000+)        |
| Eric Clapton                                                          | Happy Xmas                                                                       | Bushbranch & Surfdog Records     | 12.10.2018 | 19.10.2018         | 37                 | 7                  |                        |
| Nils Landgren                                                         | Christmas with My Friends VI                                                     | ACT                              | 26.10.2018 | 07.12.2018         | 55                 | 3                  |                        |
| Rolando Villazón                                                      | Feliz Navidad                                                                    | DGG                              | 23.11.2018 | 07.12.2018         | 61                 | 4                  |                        |
| Calimeros                                                             | Weihnachten mit uns …                                                            | Telamo                           | 09.11.2018 | 16.11.2018         | 12                 | 3                  |                        |
| Maschine                                                              | Alle Winter wieder                                                               | Electrola                        | 16.11.2018 | 23.11.2018         | 23                 | 5                  |                        |
| Jay Alexander                                                         | Ein Stern geht auf                                                               | Ap Music                         | 23.11.2018 | 30.11.2018         | 80                 | 1                  |                        |
| Verschiedene Interpreten: Sing meinen Song                            | Sing meinen Song – Das Weihnachtskonzert Vol. 5                                  | Music for Millions               | 23.11.2018 | 30.11.2018         | 21                 | 5                  |                        |
| Pentatonix                                                            | The Best of Pentatonix Christmas                                                 | RCA Records                      | 25.10.2019 | 27.12.2019         | 88                 | 2                  |                        |
| Christoph Israel, Swonderful Orchestra & Catherine Larsen-Maguire     | Ein Wintermärchen 2 – Weihnachtsklassiker                                        | Panorama                         | 08.11.2019 | 13.12.2019         | 85                 | 2                  |                        |
| Robbie Williams                                                       | The Christmas Present                                                            | Columbia Records                 | 22.11.2019 | 29.11.2019         | 1                  | 22                 | Gold (100.000+)        |
| Verschiedene Interpreten: Sing meinen Song                            | Sing meinen Song – Die Weihnachtsparty Vol. 6                                    | Music for Millions               | 26.11.2019 | 29.11.2019         | 13                 | 5                  |                        |
| Meghan Trainor                                                        | A Very Trainor Christmas                                                         | Epic Records                     | 30.10.2020 | 29.12.2023         | 44                 | 2                  |                        |
| Nils Landgren                                                         | Christmas with My Friends VII                                                    | ACT                              | 30.10.2020 | 06.11.2020         | 61                 | 5                  |                        |
| Hansi Hinterseer                                                      | Weihnachten miteinander                                                          | Telamo                           | 05.11.2020 | 13.11.2020         | 6                  | 3                  |                        |
| Ross Antony                                                           | Lass es glitzern: Weihnachten mit Ross                                           | Telamo                           | 06.11.2020 | 13.11.2020         | 32                 | 3                  |                        |
| The Dark Tenor                                                        | Christmas                                                                        | Red Raven Music                  | 13.11.2020 | 20.11.2020         | 28                 | 1                  |                        |
| Chilly Gonzales                                                       | A Very Chilly Christmas                                                          | Gentle Threat                    | 13.11.2020 | 20.11.2020         | 25                 | 10                 |                        |
| André Rieu                                                            | Fröhliche Winterzeit (auch bekannt als: Jolly Holiday)                           | André Rieu Productions           | 13.11.2020 | 20.11.2020         | 18                 | 6                  |                        |
| Jonas Kaufmann                                                        | It’s Christmas                                                                   | Sony Music                       | 13.11.2020 | 20.11.2020         | 6                  | 16                 |                        |
| Deine Freunde                                                         | Das Weihnachtsalbum                                                              | Universal Music                  | 13.11.2020 | 20.11.2020         | 5                  | 6                  |                        |
| Andreas Gabalier                                                      | A Volks-Rock‘n’Roll Christmas                                                    | Electrola                        | 20.11.2020 | 27.11.2020         | 3                  | 11                 |                        |
| Fantasy                                                               | Weiße Weihnachten mit Fantasy                                                    | Ariola                           | 20.11.2020 | 27.11.2020         | 8                  | 6                  |                        |
| Patricia Kelly                                                        | My Christmas Concert                                                             | Universal Music                  | 20.11.2020 | 27.11.2020         | 20                 | 2                  |                        |
| Jamie Cullum                                                          | The Pianoman at Christmas                                                        | Universal Music                  | 20.11.2020 | 27.11.2020         | 16                 | 10                 |                        |
| Dresdner Kreuzchor                                                    | Das große Adventskonzert                                                         | Edel Music                       | 27.11.2020 | 04.12.2020         | 59                 | 1                  |                        |
| Roland Kaiser                                                         | Weihnachtszeit (auch bekannt als: Goldene Weihnachtszeit)                        | RCA Records                      | 08.10.2021 | 15.10.2021         | 3                  | 28                 | Gold (100.000+)        |
| Norah Jones                                                           | I Dream of Christmas                                                             | Blue Note Records                | 15.10.2021 | 22.10.2021         | 35                 | 6                  | Gold (10.000+)         |
| Kelly Clarkson                                                        | When Christmas Comes Around…                                                     | Atlantiv Records                 | 15.10.2023 | 29.12.2023         | 42                 | 2                  |                        |
| Till Brönner                                                          | Christmas                                                                        | Masterwork                       | 29.10.2021 | 05.11.2021         | 11                 | 11                 | 2× Platin (40.000+)    |
| Erste Allgemeine Verunsicherung                                       | EAVliche Weihnachten – Ihr Sünderlein kommet                                     | Gridmusic                        | 05.11.2021 | 12.11.2021         | 20                 | 2                  |                        |
| Broilers                                                              | Santa Claus                                                                      | Skull & Palms Recordings         | 12.11.2021 | 19.11.2021         | 4                  | 7                  |                        |
| Peter Plate & Ulf Leo Sommer                                          | Bibi & Tina – Das Weihnachtsalbum                                                | Kiddinx                          | 12.11.2021 | 19.11.2021         | 51                 | 4                  |                        |
| The Golden Voices of Gospel                                           | Hallelujah                                                                       | Telamo                           | 12.11.2021 | 03.12.2021         | 49                 | 5                  |                        |
| Kastelruther Spatzen                                                  | HeimatLiebe Weihnacht                                                            | We Love Music                    | 19.11.2021 | 26.11.2021         | 6                  | 5                  |                        |
| Angelo Kelly & Family                                                 | Coming Home for Christmas                                                        | Electrola                        | 19.11.2021 | 26.11.2021         | 21                 | 5                  |                        |
| Die Schlagerpiloten                                                   | Weihnachten das ganze Jahr                                                       | Telamo                           | 19.11.2021 | 26.11.2021         | 13                 | 2                  |                        |
| Ella Endlich & Norbert Endlich                                        | Endlich Weihnachten                                                              | Telamo                           | 19.11.2021 | 26.11.2021         | 60                 | 2                  |                        |
| Howard Carpendale & Royal Philharmonic Orchestra                      | Happy Christmas                                                                  | Electrola                        | 26.11.2021 | 03.12.2021         | 3                  | 5                  |                        |
| Gary Barlow                                                           | The Dream of Christmas                                                           | Polydor                          | 26.11.2021 | 03.12.2021         | 90                 | 1                  |                        |
| Dean Martin                                                           | The Classic Christmas Collection                                                 | —                                | xx.xx.xxxx | 15.12.2023         | 18                 | 6                  |                        |
| Lindsey Stirling                                                      | Snow Waltz                                                                       | Concord Records                  | 07.10.2022 | 23.12.2022         | 88                 | 1                  |                        |
| Backstreet Boys                                                       | A Very Backstreet Christmas                                                      | BMG                              | 14.10.2022 | 21.10.2022         | 9                  | 10                 |                        |
| Andrea, Matteo & Virginia Bocelli                                     | A Family Christmas                                                               | Decca Records                    | 21.10.2022 | 28.10.2022         | 48                 | 5                  |                        |
| The Kelly Family                                                      | Christmas Party                                                                  | Airforce1 Records                | 04.11.2022 | 11.11.2022         | 2                  | 8                  |                        |
| Louis Armstrong                                                       | Louis Wishes You a Cool Yule                                                     | Verve Records                    | 11.11.2022 | 16.12.2022         | 85                 | 2                  |                        |
| Sarah Connor                                                          | Not So Silent Night                                                              | Polydor                          | 18.11.2022 | 25.11.2022         | 1                  | 14                 |                        |
| DJ Ötzi                                                               | Weihnachts-Memories                                                              | Electrola                        | 18.11.2022 | 25.11.2022         | 30                 | 5                  |                        |
| Loreena McKennitt                                                     | Under a Winter’s Moon                                                            | Quinlan Road                     | 18.11.2022 | 25.11.2022         | 41                 | 1                  |                        |
| Fiddler’s Green                                                       | Seven Holy Nights                                                                | Deaf Shepherd                    | 02.12.2022 | 09.12.2022         | 40                 | 1                  |                        |
| Cher                                                                  | Christmas                                                                        | Warner Music                     | 20.10.2023 | 27.10.2023         | 9                  | 9                  |                        |
| Nils Landgren                                                         | Christmas with My Friends VIII                                                   | ACT                              | 26.10.2023 | 08.12.2023         | 57                 | 1                  |                        |
| Rudy Giovannini                                                       | Alles Gute                                                                       | Telamo                           | 03.11.2023 | 10.11.2023         | 5                  | 2                  |                        |
| Gregory Porter                                                        | Christmas Wish                                                                   | Blue Note                        | 03.11.2023 | 10.11.2023         | 26                 | 5                  | Gold (10.000+)         |
| Wolfgang Petry                                                        | Immer wenn es schneit                                                            | Sony Music                       | 03.11.2023 | 10.11.2023         | 13                 | 5                  |                        |
| Tarja Turunen                                                         | Dark Christmas                                                                   | Edel Music                       | 10.11.2023 | 17.11.2023         | 39                 | 1                  |                        |
| Udo Jürgens                                                           | Die schönsten Lieder zur Weihnachtszeit                                          | Sony Music                       | 10.11.2023 | 17.11.2023         | 28                 | 6                  |                        |
| Unheilig                                                              | Weihnachtslichter                                                                | Vertigo Records                  | 10.11.2023 | 17.11.2023         | 23                 | 1                  |                        |
| Tom Gaebel                                                            | A Christmas to Remember                                                          | Warner Music                     | 17.11.2023 | 22.12.2023         | 99                 | 1                  |                        |
| Andrea Berg                                                           | Weihnacht                                                                        | Berg Records                     | 17.11.2023 | 24.11.2023         | 1                  | 6                  |                        |
| Bernhard Brink                                                        | Frohe Weihnachten mit Bernhard Brink                                             | Telamo                           | 24.11.2023 | 01.12.2023         | 51                 | 2                  |                        |
| Wincent Weiss                                                         | Wincents Weisse Weihnachten                                                      | Vertigo Records                  | 01.12.2023 | 08.12.2023         | 1                  | 8                  |                        |
| Snow Flake                                                            | Flake feiert Weihnachten                                                         | Selbstverlag                     | 22.11.2024 | 29.11.2024         | 5                  | 2                  |                        |
| Alte Bekannte                                                         | Weihnachten kommt immer so plötzlich                                             | Pavement Records                 | 22.11.2024 | 29.11.2024         | 85                 | 1                  |                        |
| Madsen                                                                | Die Weihnachtsplatte                                                             | Goodbye Logik                    | 06.12.2024 | 13.12.2024         | 32                 | 1                  |                        |

## Liste der kommerziell erfolgreichsten Lieder
Das erste Weihnachtslied, dass sich in den deutschen Singlecharts platzieren konnte, stammt aus der Zusammenarbeit von Gerhard Wendland, dem Waldo Favre-Chor sowie Werner Müller mit dem RIAS Tanzorchester. Ihre deutsche Adoption von White Christmas – mit dem Titel Weiße Weihnacht – erschien 1954 als Single und erreichte erstmals am 1. Dezember 1955 die deutschen Singlecharts. Aufgrund dessen, dass es erst seit 1953 die Singlecharts in Deutschland gibt, konnten sich Lieder in der Zeit zuvor nicht in den Charts platzieren. Mit Beginn der Download- und Streamingära schafften es auch alte Weihnachtsklassiker wie Bing Crosbys White Christmas (1942) erstmals 65 Jahre nach seinem Erscheinen in die deutschen Singlecharts, es ist damit auch das älteste Weihnachtslied das sich bisher in den deutschen Singlecharts platzieren konnte. In den 2010er-Jahren steigerte sich die Anzahl der Weihnachtslieder stetig Jahr für Jahr. Der Höhepunkt wurde zunächst im Jahr 2018 erreicht, dank Downloads und Musikstreamings konnten sich 54 Weihnachtslieder gleichzeitig in den Single Top 100 platzieren. Damit wurde der Rekord aus dem Vorjahr von 39 Weihnachtsliedern klar übertroffen. 2019 schafften es 51 Weihnachtslieder, womit erstmals nach Jahren kein neuer Rekord aufgestellt wurde. Seit der Weihnachtsperiode 2020/21 steigt die Anzahl der Weihnachtslieder in den Singlecharts wieder stetig an: von zwei Dritteln der Top 100 2020/21 71 (2021/22), 78 (2022/23), 85 Titel 2023/24, bis hin zu 90 Liedern 2024/25.
Seit 1954 schafften es lediglich fünf Weihnachtslieder an die Spitze der deutschen Charts. Den ersten Nummer-eins-Hit konnten Boney M. mit Mary’s Boy Child – Oh My Lord im Jahr 1979 landen. 1984 schaffte es das Benefiz-Projekt Band Aid mit Do They Know It’s Christmas? mit der zweiten Weihnachtssingle an die Chartspitze. Die dritte Nummer eins stammt ebenfalls von einem Band-Aid-Projekt. 30 Jahre nach dem Original gelang es dem deutschen Ableger Band Aid 30 Germany mit einer deutschsprachigen Version von Do They Know It’s Christmas? an die Spitze der deutschen Charts. 2019 – 25 Jahre nach seinem erstmaligen Erscheinen – schaffte es All I Want for Christmas Is You von Mariah Carey erstmals an die Chartspitze. Der fünfte Nummer-eins-Hit stammt von Wham!, die mit Last Christmas erstmals nach 37 Jahren und 157 Chartwochen am 24. Dezember 2021 die Chartspitze erklimmen konnte. Neben den fünf Nummer-eins-Erfolgen schafften es insgesamt 33 Weihnachtslieder in die Top 10, allein die Komposition zu Do They Know It’s Christmas? schaffte es in fünf verschiedenen Versionen in die Top 10. In die Top 100 schafften es insgesamt sechs verschiedene Versionen des Stücks, nur die Kompositionen zu Last Christmas schaffte es mit sieben verschiedenen Versionen öfters in deutschen Singlecharts. Das Original zu Last Christmas platzierte sich am 30. November 2018 zum 130. Mal in den deutschen Singlecharts, womit die Single einen neuen Allzeitrekord aufstellte. Keine andere Single konnte sich bis dato länger in den Charts platzieren. Zuvor hielten Paul- und Fritz Kalkbrenner mit Sky and Sand (129 Wochen) diesen Rekord inne. Am 14. April 2023 wurde es allerdings von Roller (Apache 207) wieder abgelöst. Der Sänger Michael Bublé erreichte mit elf Weihnachtsliedern die deutschen Singlecharts, mehr als jeder andere Interpret.
Mariah Careys All I Want for Christmas Is You wurde im Jahr 2021 als erste Weihnachtssingle für über eine Million verkaufte Einheiten ausgezeichnet. Im Jahr 2022 avancierte Wonderful Dream (Holidays Are Coming) von Melanie Thornton ebenfalls zum Millionenseller. Als dritte Single wurde im Januar 2023 Last Christmas von Wham! für über 1,5 Millionen verkaufte Einheiten mit einer dreifachen Platin-Schallplatte ausgezeichnet, was es zur bis dato meistverkauften Weihnachtssingle machte. Die meistverkaufte deutschsprachige Single stammt von Ella Endlich, ihre Adoption zu Küss mich, halt mich, lieb mich aus dem Film Drei Haselnüsse für Aschenbrödel wurde für 150.000 verkaufte Einheiten ausgezeichnet.
Liste der kommerziell erfolgreichsten Weihnachtslieder in Deutschland
| Interpret(en)                                                                    | Titel                                           | Autoren | Erst-Vö    | Chartinformationen | Chartinformationen | Chartinformationen | Zertifizierte Verkäufe |
| Interpret(en)                                                                    | Titel                                           | Autoren | Erst-Vö    | Einstieg           | Platzierung        | Wochen             | Zertifizierte Verkäufe |
| -------------------------------------------------------------------------------- | ----------------------------------------------- | --- | ---------- | ------------------ | ------------------ | ------------------ | ---------------------- |
| Bing Crosby                                                                      | White Christmas                                 | Irving Berlin | xx.08.1942 | 21.12.2007         | 39                 | 28                 | Gold (300.000+)        |
| Frank Sinatra                                                                    | Jingle Bells                                    | James Lord Pierpont | 04.11.1946 | 28.12.2018         | 32                 | 23                 | Gold (300.000+)        |
| Frank Sinatra                                                                    | Santa Claus Is Coming to Town                   | John Frederick Coots, Haven Gillespie                                                                                  | 04.10.1948 | 29.12.2017         | 31                 | 20                 |                        |
| Frank Sinatra & The Swanson Quartet                                              | Let It Snow! Let It Snow! Let It Snow!          | Sammy Cahn, Jule Styne                                                                                                 | xx.xx.1950 | 28.12.2018         | 65                 | 8                  |                        |
| Perry Como & The Fontane Sisters                                                 | It’s Beginning to Look a Lot Like Christmas     | Meredith Willson | xx.10.1951 | 28.12.2018         | 83                 | 3                  |                        |
| Eartha Kitt, Henri René & His Orchestra                                          | Santa Baby                                      | Joan Javits, Philip Springer, Tony Springer                                                                            | 02.10.1953 | 29.12.2017         | 68                 | 5                  |                        |
| Gerhard Wendland mit Waldo Favre-Chor & Werner Müller mit dem RIAS Tanzorchester | Weiße Weihnacht                                 | Bruno Balz, Irving Berlin                                                                                              | xx.xx.1954 | 01.12.1955         | 26                 | 4                  |                        |
| Frank Sinatra                                                                    | The Christmas Waltz                             | Sammy Cahn, Jule Styne                                                                                                 | xx.11.1954 | 30.12.2022         | 72                 | 3                  |                        |
| Bobby Helms                                                                      | Jingle Bell Rock                                | Joe Beal, Jim Boothe                                                                                                   | 25.11.1957 | 07.12.2018         | 6                  | 38                 | Platin (600.000+)      |
| Perry Como                                                                       | Magic Moments                                   | Burt Bacharach, Hal David                                                                                              | xx.01.1958 | 27.12.2024         | 95                 | 1                  |                        |
| Brenda Lee                                                                       | Rockin’ Around the Christmas Tree               | Johnny Marks | 17.11.1958 | 30.12.2016         | 3                  | 38                 | Platin (600.000+)      |
| Dean Martin                                                                      | Baby, It’s Cold Outside                         | Frank Loesser | xx.11.1959 | 31.12.2021         | 58                 | 5                  |                        |
| Nat King Cole                                                                    | The Happiest Christmas Tree                     | Lee Cathy | xx.11.1959 | 30.12.2022         | 69                 | 2                  |                        |
| Dean Martin                                                                      | Rudolph, the Red-Nosed Reindeer                 | Johnny Marks | xx.11.1959 | 02.01.2009         | 25                 | 28                 | Gold (300.000+)        |
| Dean Martin                                                                      | Let It Snow! Let It Snow! Let It Snow!          | Sammy Cahn, Jule Styne                                                                                                 | 16.11.1959 | 21.12.2007         | 5                  | 35                 | Platin (600.000+)      |
| Dean Martin                                                                      | Winter Wonderland                               | Felix Bernard, Richard B. Smith                                                                                        | 16.11.1959 | 01.01.2021         | 47                 | 9                  |                        |
| Bing Crosby                                                                      | Little Drummer Boy                              | Katherine K. Davis, Henry Onorati, Harry Simeone                                                                       | xx.xx.1960 | 30.12.2022         | 56                 | 3                  |                        |
| Andy Williams                                                                    | The First Noël                                  | Traditional | 14.10.1963 | 30.12.2022         | 89                 | 3                  |                        |
| Andy Williams                                                                    | It’s the Most Wonderful Time of the Year        | Edward Pola, George Wyle                                                                                               | 14.10.1963 | 30.12.2016         | 22                 | 29                 | Gold (300.000+)        |
| Frank Sinatra                                                                    | Have Yourself a Merry Little Christmas          | Ralph Blane, Hugh Martin                                                                                               | xx.11.1963 | 30.12.2022         | 92                 | 1                  |                        |
| Darlene Love                                                                     | Christmas (Baby Please Come Home)               | Jeff Barry, Ellie Greenwich, Phil Spector                                                                              | xx.12.1963 | 30.12.2022         | 85                 | 2                  |                        |
| Burl Ives                                                                        | A Holly Jolly Christmas                         | Johnny Marks | xx.11.1964 | 28.12.2018         | 69                 | 3                  |                        |
| Elvis Presley                                                                    | Blue Christmas                                  | Billy Hayes, Jay W. Johnson                                                                                            | 03.11.1964 | 29.12.2023         | 92                 | 2                  |                        |
| Peter Alexander                                                                  | Jingle Bells (Schlittenfahrt)                   | Kurt Feltz, Hagen Galatis                                                                                              | xx.09.1965 | 15.12.1965         | 38                 | 2                  |                        |
| Andy Williams                                                                    | Do You Hear What I Hear?                        | Noel Regney, Gloria Shayne                                                                                             | 26.11.1965 | 27.12.2024         | 85                 | 1                  |                        |
| Dean Martin                                                                      | Blue Christmas                                  | Johnson Hayes | xx.12.1966 | 30.12.2022         | 73                 | 3                  |                        |
| José Feliciano                                                                   | Feliz Navidad                                   | José Feliciano | 15.12.1970 | 21.12.2007         | 5                  | 73                 | Platin (500.000+)      |
| John & Yoko/Plastic Ono Band with the Harlem Community Choir                     | Happy Xmas (War Is Over)                        | John Lennon, Yoko Ono                                                                                                  | 01.12.1971 | 05.02.1973         | 6                  | 54                 | Platin (500.000+)      |
| Elton John                                                                       | Step into Christmas                             | Elton John, Bernie Taupin                                                                                              | 23.11.1973 | 29.12.2017         | 52                 | 8                  |                        |
| Slade                                                                            | Merry Xmas Everybody                            | Noddy Holder, Jim Lea                                                                                                  | 07.12.1973 | 24.12.1973         | 4                  | 21                 |                        |
| Boney M.                                                                         | Mary’s Boy Child – Oh My Lord                   | Frank Farian, Fred Jay, Jester Hairston, Hela Lorin                                                                    | 27.11.1978 | 11.12.1978         | 1                  | 29                 | Gold (300.000+)        |
| Eagles                                                                           | Please Come Home for Christmas                  | Charles Brown, Gene Redd                                                                                               | 27.11.1978 | 29.12.2017         | 28                 | 18                 |                        |
| Paul McCartney                                                                   | Wonderful Christmastime                         | Paul McCartney | 16.11.1979 | 30.12.2016         | 7                  | 41                 | Platin (600.000+)      |
| Jona Lewie                                                                       | Stop the Cavalry                                | Jona Lewie | 08.12.1980 | 02.02.1981         | 2                  | 32                 |                        |
| Boney M.                                                                         | Little Drummer Boy                              | Katherine K. Davis, Henry Onorati, Harry Simeone                                                                       | xx.11.1981 | 21.12.1981         | 20                 | 4                  |                        |
| Goombay Dance Band                                                               | Christmas at Sea                                | Bernd Dietrich, Klaus Gehrke, Gerd Grabowski, Engelbert Simons                                                         | xx.11.1981 | 14.12.1981         | 22                 | 5                  |                        |
| Trio                                                                             | Turaluraluralu – Ich mach BuBu was machst du    | Stephan Remmler, Kralle Krawinkel                                                                                      | xx.12.1983 | 19.12.1983         | 6                  | 13                 |                        |
| Queen                                                                            | Thank God It’s Christmas                        | Brian May, Roger Taylor                                                                                                | 26.11.1984 | 14.01.1985         | 8                  | 44                 | Platin (500.000+)      |
| Band Aid                                                                         | Do They Know It’s Christmas?                    | Bob Geldof, Midge Ure                                                                                                  | 28.11.1984 | 24.12.1984         | 1                  | 75                 | Gold (250.000+)        |
| Leonard Cohen                                                                    | Hallelujah                                      | Leonard Cohen | xx.12.1984 | 18.11.2016         | 27                 | 1                  |                        |
| Frankie Goes to Hollywood                                                        | The Power of Love                               | Peter Gill, Holly Johnson, Brian Nash, Mark O’Toole                                                                    | 19.11.1984 | 17.12.1984         | 4                  | 38                 | Gold (250.000+)        |
| Wham!                                                                            | Last Christmas                                  | George Michael | 03.12.1984 | 24.12.1984         | 1                  | 183                | 3× Platin (1.500.000+) |
| Bruce Springsteen                                                                | Santa Claus Is Coming to Town                   | John Frederick Coots, Haven Gillespie                                                                                  | 21.11.1985 | 30.12.2016         | 80                 | 4                  |                        |
| Shakin’ Stevens                                                                  | Merry Christmas Everyone                        | Bob Heatlie | 25.11.1985 | 13.01.1986         | 3                  | 48                 | 3× Gold (900.000+)     |
| Hall & Oates                                                                     | Jingle Bell Rock                                | Joe Beal, Jim Boothe                                                                                                   | xx.12.1985 | 15.12.2017         | 30                 | 21                 |                        |
| Bryan Adams                                                                      | Christmas Time                                  | Bryan Adams, Jim Vallance                                                                                              | xx.12.1985 | 13.01.1986         | 14                 | 37                 | Gold (250.000+)        |
| Rolf Zuckowski                                                                   | In der Weihnachtsbäckerei                       | Rolf Zuckowski | 19.10.1987 | 21.12.2012         | 20                 | 44                 |                        |
| Air Supply                                                                       | Sleigh Ride                                     | Leroy Anderson, Mitchell Parish                                                                                        | xx.11.1987 | 30.12.2022         | 81                 | 2                  |                        |
| Rolf Zuckowski                                                                   | Es schneit                                      | Rolf Zuckowski | 11.11.1987 | 01.12.2023         | 61                 | 7                  |                        |
| The Pogues & Kirsty MacColl                                                      | Fairytale of New York                           | Jem Finer, Shane MacGowan                                                                                              | 23.11.1987 | 01.01.2021         | 62                 | 8                  |                        |
| Cliff Richard                                                                    | Mistletoe & Wine                                | Jeremy Paul, Leslie Stewart, Keith Strachan                                                                            | 21.11.1988 | 23.01.1989         | 70                 | 2                  |                        |
| Bros                                                                             | Silent Night                                    | Franz Xaver Gruber | 21.11.1988 | 23.01.1989         | 26                 | 9                  |                        |
| Chris Rea                                                                        | Driving Home for Christmas                      | Chris Rea | 10.12.1988 | 23.12.2012         | 3                  | 89                 |                        |
| Albert Hammond                                                                   | Under the Christmas Tree                        | John Bettis, Albert Hammond                                                                                            | xx.xx.1989 | 11.12.2020         | 86                 | 4                  |                        |
| Band Aid II                                                                      | Do They Know It’s Christmas?                    | Bob Geldof, Midge Ure                                                                                                  | 11.12.1989 | 08.01.1990         | 74                 | 1                  |                        |
| John Williams                                                                    | Carol of the Bells                              | Mykola Leontowytsch, Peter J. Wilhousky                                                                                | 04.12.1990 | 29.12.2023         | 68                 | 2                  |                        |
| Die Fantastischen Vier                                                           | Frohes Fest                                     | Michael Beck, Thomas Dürr, Andreas Rieke, Michael B. Schmidt                                                           | xx.11.1991 | 14.12.1992         | 15                 | 8                  |                        |
| Natalie Cole, Nat King Cole & London Symphony Orchestra                          | The Christmas Song                              | Mel Tormé, Robert Wells                                                                                                | xx.11.1991 | 01.01.2021         | 30                 | 19                 |                        |
| Hape Kerkeling                                                                   | X-Mas Rap                                       | Achim Hagemann | xx.xx.1992 | 21.12.1992         | 82                 | 2                  |                        |
| Mariah Carey                                                                     | All I Want for Christmas Is You                 | Walter Afanasieff, Mariah Carey                                                                                        | 01.11.1994 | 05.12.1994         | 1                  | 109                | 3× Platin (1.800.000+) |
| Worlds Apart                                                                     | When It’s Christmas Time                        | Frank Lio, N-Dee | xx.11.1995 | 11.12.1995         | 38                 | 4                  |                        |
| Charly Lownoise & Mental Theo                                                    | This Christmas                                  | Charly Lownoise, Mental Theo                                                                                           | 20.11.1995 | 04.12.1995         | 30                 | 5                  |                        |
| Los del Río                                                                      | Macarena Christmas                              | Antonio Romero Monge, Rafael Ruíz Perdigones                                                                           | 08.11.1996 | 06.01.1997         | 84                 | 1                  |                        |
| Backstreet Boys                                                                  | Christmas Time                                  | Veit Renn, Joe Smith, Johnny Wright                                                                                    | 25.11.1996 | 28.12.2018         | 76                 | 5                  |                        |
| Die Roten Rosen                                                                  | Weihnachtsmann vom Dach                         | Campino, Andreas von Holst                                                                                             | 16.11.1998 | 30.11.1998         | 39                 | 6                  |                        |
| Rap Allstars feat. Leroy Daniels                                                 | Last Christmas                                  | George Michael | 23.11.1998 | 07.12.1998         | 24                 | 5                  |                        |
| *NSYNC                                                                           | Merry Christmas, Happy Holidays                 | JC Chasez, Vincent Degiorgio, Veit Renn, Justin Timberlake                                                             | 24.11.1998 | 29.12.2017         | 57                 | 6                  |                        |
| Mundstuhl                                                                        | Dragan & Alder Weihnachtsmedley                 | Lars Niedereichholz, Andreas Werner                                                                                    | 22.11.1999 | 06.12.1999         | 5                  | 12                 |                        |
| Blümchen                                                                         | Unter’m Weihnachtsbaum                          | Ulf Krüger, Paralyzer, Frank Oberpichler                                                                               | 06.12.1999 | 20.12.1999         | 31                 | 3                  |                        |
| Ö La Palöma Boys                                                                 | Ö Tannenbaum                                    | Melchior Franck | 26.11.1999 | 13.12.1999         | 74                 | 3                  |                        |
| Audrey Hannah                                                                    | It’s December (And I’ll Be Missing You)         | Thomas Hubert Kopp, Mihalj Kekenj                                                                                      | 29.11.1999 | 13.12.1999         | 27                 | 11                 |                        |
| Kylie Minogue                                                                    | Santa Baby                                      | Joan Javits, Philip Springer, Tony Springer                                                                            | 11.12.2000 | 28.12.2018         | 23                 | 24                 | Gold (300.000+)        |
| Melanie Thornton                                                                 | Wonderful Dream (Holidays Are Coming)           | Rich Airis, Terry Coffey, Mitchell Lennox, Ben Naftali, Julien Nairolf, Jon Nettlesbey, Scott Temper, Melanie Thornton | 24.11.2001 | 10.12.2001         | 3                  | 149                | 2× Platin (1.000.000+) |
| Die Jungen Tenöre                                                                | Eine Weihnachtsreise                            | Mario Argandona, Georg Gabler                                                                                          | 03.12.2001 | 17.12.2001         | 74                 | 3                  |                        |
| Passion Fruit                                                                    | I’m Dreaming of … A Winter Wonderland           | Michel du Clais, Thomas Hubert Kopp, Hartmut Krech, Mark Nissen                                                        | 03.12.2001 | 17.12.2001         | 75                 | 4                  |                        |
| Bro’Sis                                                                          | The Gift                                        | Anders Bagge, Arnthor Birgisson, Dane Deviller, Sean Hosein                                                            | 09.12.2002 | 23.12.2002         | 16                 | 9                  |                        |
| TV Allstars                                                                      | Do They Know It’s Christmas?                    | Bob Geldof, Midge Ure                                                                                                  | 24.11.2003 | 08.12.2003         | 3                  | 7                  | Gold (150.000+)        |
| Michael Bublé                                                                    | Let It Snow!                                    | Sammy Cahn, Jule Styne                                                                                                 | 25.11.2003 | 23.12.2005         | 35                 | 9                  |                        |
| Stephanie D. & Patrick King                                                      | Everytime It’s Christmas                        | — | 29.11.2004 | 13.12.2004         | 99                 | 1                  |                        |
| Band Aid 20                                                                      | Do They Know It’s Christmas?                    | Bob Geldof, Midge Ure                                                                                                  | 29.11.2004 | 13.12.2004         | 7                  | 13                 |                        |
| Banaroo                                                                          | Coming Home for Christmas                       | Timo Hohnholz, Carsten Wegener                                                                                         | 11.11.2005 | 25.11.2005         | 8                  | 15                 |                        |
| Sarah Connor                                                                     | Christmas in My Heart                           | Kay Denar, Rob Tyger                                                                                                   | 25.11.2005 | 09.12.2005         | 4                  | 27                 | Gold (300.000+)        |
| Schnappi                                                                         | Jing! Jingeling! Der Weihnachtsschnappi!        | Rosita Blissenbach, John D. Marks                                                                                      | 25.11.2005 | 09.12.2005         | 17                 | 6                  |                        |
| Scala & Kolacny Brothers                                                         | Last Christmas                                  | George Michael | 09.12.2005 | 23.12.2005         | 96                 | 3                  |                        |
| Oomph!                                                                           | The Power of Love                               | Peter Gill, Holly Johnson, Brian Nash, Mark O’Toole                                                                    | 17.11.2006 | 01.12.2006         | 54                 | 9                  |                        |
| Sasha                                                                            | Coming Home                                     | Robin Grubert, Sascha Schmitz, Alexander Zuckowski                                                                     | 23.11.2006 | 08.12.2006         | 10                 | 13                 |                        |
| Sarah Connor                                                                     | The Best Side of Life                           | Jojo HF, Marc Lennard                                                                                                  | 24.11.2006 | 08.12.2006         | 4                  | 46                 | Platin (300.000+)      |
| Die Toggo 5                                                                      | My Wish for Christmas                           | Wolfgang Boss, Reinhard Raith, Nicole Tyler                                                                            | 27.11.2006 | 08.12.2006         | 12                 | 6                  |                        |
| Ch!pz                                                                            | Christmas Time Is Here                          | Nick Manic, Tom Nichols, Ziggy                                                                                         | 01.12.2006 | 15.12.2006         | 73                 | 4                  |                        |
| Erdmöbel                                                                         | Weihnachten (Last Christmas)                    | Markus Berges, George Michael                                                                                          | 01.12.2006 | 22.12.2006         | 84                 | 3                  |                        |
| Sido                                                                             | Weihnachtssong                                  | Beathoavenz, Sido Gold                                                                                                 | 01.12.2006 | 22.12.2006         | 34                 | 15                 |                        |
| Jeff Buckley                                                                     | Hallelujah                                      | Leonard Cohen | 21.05.2007 | 21.12.2012         | 38                 | 8                  |                        |
| beFour                                                                           | Hand in Hand                                    | Christian Geller | 09.11.2007 | 23.11.2007         | 27                 | 7                  |                        |
| Cascada                                                                          | Last Christmas                                  | George Michael | 21.11.2007 | 21.12.2007         | 82                 | 2                  |                        |
| Michael Wendler                                                                  | Ich denk an Weihnachten                         | Mic Skowy (Michael Wendler)                                                                                            | 28.11.2008 | 12.12.2008         | 50                 | 3                  |                        |
| Alexandra Burke                                                                  | Hallelujah                                      | Leonard Cohen | 15.12.2008 | —                  | —                  | —                  | Gold (150.000+)        |
| Ella Endlich                                                                     | Küss mich, halt mich, lieb mich                 | Marc Hiller, Vladimir Kocandrle, Karel Svoboda                                                                         | 27.11.2009 | 11.12.2009         | 12                 | 59                 | Gold (150.000+)        |
| Ronan Keating & Kate Ceberano                                                    | It’s Only Christmas                             | Paul Barry, Ronan Keating                                                                                              | 11.12.2009 | 31.12.2021         | 88                 | 2                  |                        |
| George Michael                                                                   | December Song (I Dreamed of Christmas)          | David Austin, George Michael                                                                                           | 14.12.2009 | 25.12.2009         | 37                 | 2                  |                        |
| Schnuffelienchen                                                                 | Küss mich, halt mich, lieb mich                 | Marc Hiller, Vladimir Kocandrle, Karel Svoboda                                                                         | 29.10.2010 | 10.12.2010         | 99                 | 1                  |                        |
| Train                                                                            | Shake Up Christmas                              | Butch Walker, Pat Monahan                                                                                              | 01.11.2010 | 17.12.2010         | 24                 | 10                 |                        |
| Fabian Buch                                                                      | Merry, Merry Christmas                          | — | 12.11.2010 | 26.11.2010         | 73                 | 6                  |                        |
| Coldplay                                                                         | Christmas Lights                                | Guy Berryman, Jonny Buckland, Will Champion, Chris Martin                                                              | 01.12.2010 | 17.12.2010         | 24                 | 35                 | Platin (300.000+)      |
| Hurts                                                                            | All I Want for Christmas Is New Year’s Day      | Adam Anderson, Theo Hutchcraft                                                                                         | 13.12.2010 | 29.12.2017         | 66                 | 7                  |                        |
| Justin Bieber                                                                    | Mistletoe                                       | Nasri Atweh, Justin Bieber, Adam Messinger                                                                             | 17.10.2011 | 25.11.2011         | 19                 | 40                 | Platin (300.000+)      |
| Michael Bublé                                                                    | Christmas (Baby Please Come Home)               | Jeff Barry, Ellie Greenwich, Phil Spector                                                                              | 21.10.2011 | 01.01.2021         | 55                 | 12                 |                        |
| Michael Bublé                                                                    | Cold December Night                             | Michael Bublé, Alan Chang, Bob Rock                                                                                    | 21.10.2011 | 27.12.2024         | 91                 | 1                  |                        |
| Michael Bublé                                                                    | Holly Jolly Christmas                           | Johnny Marks | 21.10.2011 | 28.12.2018         | 20                 | 28                 |                        |
| Michael Bublé                                                                    | Santa Claus Is Coming to Town                   | J. Fred Coots, Haven Gillespie                                                                                         | 21.10.2011 | 28.12.2018         | 66                 | 3                  |                        |
| Michael Bublé & Shania Twain                                                     | White Christmas                                 | Irving Berlin | 21.10.2011 | 22.12.2017         | 35                 | 18                 |                        |
| Michael Bublé                                                                    | White Christmas                                 | Irving Berlin | 24.10.2011 | 07.12.2024         | 27                 | 4                  | Gold (300.000+)        |
| Michael Bublé                                                                    | Winter Wonderland                               | Felix Bernard, Richard B. Smith                                                                                        | 28.10.2011 | 20.12.2024         | 60                 | 2                  |                        |
| Simone Sommerland, Karsten Glück und die Kita-Frösche                            | Lasst uns froh und munter sein                  | Traditional | 04.11.2011 | 08.12.2023         | 75                 | 4                  |                        |
| Michael Bublé                                                                    | All I Want for Christmas Is You                 | Walter Afanasieff, Mariah Carey                                                                                        | 16.11.2011 | 27.12.2019         | 80                 | 2                  |                        |
| Matthias Reim                                                                    | Letzte Weihnacht                                | Joachim Horn-Bernges, George Michael, Matthias Reim                                                                    | 18.11.2011 | 09.12.2011         | 99                 | 1                  |                        |
| Menowin                                                                          | Waiting for Christmas                           | Menowin Fröhlich, Tom Marquardt, Thomas Leite Pereira                                                                  | 18.11.2011 | 02.12.2011         | 27                 | 5                  |                        |
| Natasha Bedingfield                                                              | Shake Up Christmas 2011                         | Andrew Bloch, Edmond Dunne, Pat Monahan, Butch Walker                                                                  | 28.11.2011 | 06.01.2012         | 92                 | 1                  |                        |
| Michael Bublé                                                                    | It’s Beginning to Look a Lot Like Christmas     | Meredith Willson | 18.11.2012 | 02.01.2015         | 6                  | 45                 | Platin (600.000+)      |
| Y-Titty                                                                          | Fest der Liebe                                  | Phillipp Laude, Emanuel Uch                                                                                            | 30.11.2012 | 14.12.2012         | 27                 | 4                  |                        |
| The Ronettes                                                                     | Sleigh Ride                                     | Leroy Anderson, Mitchell Parish                                                                                        | 12.10.2013 | 28.12.2018         | 39                 | 19                 |                        |
| Kelly Clarkson                                                                   | Underneath the Tree                             | Kelly Clarkson, Greg Kurstin                                                                                           | 05.11.2013 | 29.12.2017         | 5                  | 40                 |                        |
| Leona Lewis                                                                      | One More Sleep                                  | Jez Ashurst, Bradford Ellis, Iain James, Leona Lewis, Richard Stannard                                                 | 29.11.2013 | 01.01.2021         | 76                 | 4                  |                        |
| Leona Lewis                                                                      | Winter Wonderland                               | Felix Bernard, Richard B. Smith                                                                                        | 29.11.2013 | 28.12.2018         | 63                 | 3                  |                        |
| Band Aid 30                                                                      | Do They Know It’s Christmas?                    | Bob Geldof, Midge Ure                                                                                                  | 17.11.2014 | 28.11.2014         | 2                  | 15                 | Gold (200.000+)        |
| Band Aid 30 Germany                                                              | Do They Know It’s Christmas? (Deutsche Version) | Andreas Frege, Bob Geldof, Marten Laciny, Thees Uhlmann, Midge Ure, Sebastian Wehlings                                 | 21.11.2014 | 04.12.2014         | 1                  | 5                  |                        |
| Meghan Trainor                                                                   | I’ll Be Home                                    | Meghan Trainor | 24.11.2014 | 29.12.2017         | 31                 | 27                 | Gold (200.000+)        |
| Ariana Grande                                                                    | Santa Tell Me                                   | Ariana Grande, Savan Kotecha, Ilya Salmanzadeh                                                                         | 24.11.2014 | 08.12.2017         | 9                  | 44                 | Platin (400.000+)      |
| Pentatonix                                                                       | That’s Christmas to Me                          | Mitch Grassi, Scott Hoying, Avi Kaplan, Kirstin Maldonado, Kevin Olusola                                               | 01.12.2014 | 30.12.2022         | 59                 | 3                  |                        |
| Drauf feat. Alina Merkau & Matthias Killing                                      | Weihnachtszeit (einer findet euer Haus)         | Sebastian Fabick, Jens Lühmann                                                                                         | 01.12.2014 | 18.12.2014         | 73                 | 1                  |                        |
| Xavier Naidoo                                                                    | Hallelujah                                      | Leonard Cohen | 05.12.2014 | 18.12.2014         | 27                 | 3                  |                        |
| Sandra Nasić                                                                     | Last Christmas                                  | George Michael | 05.12.2014 | 25.12.2014         | 93                 | 1                  |                        |
| Sam Smith                                                                        | Have Yourself a Merry Little Christmas          | Ralph Blane, Hugh Martin                                                                                               | 06.12.2014 | 29.12.2017         | 41                 | 6                  |                        |
| Helene Fischer & Royal Philharmonic Orchestra                                    | Fröhliche Weihnacht überall                     | Heinrich Liebhart | 13.11.2015 | 01.01.2021         | 90                 | 3                  |                        |
| Helene Fischer & Royal Philharmonic Orchestra                                    | Rudolph, the Red-Nosed Reindeer                 | Johnny Marks | 13.11.2015 | 11.12.2020         | 88                 | 2                  |                        |
| Stevie Wonder & Andra Day                                                        | Someday at Christmas                            | Ron Miller, Bryan Wells                                                                                                | 26.11.2015 | 29.12.2023         | 66                 | 2                  |                        |
| Pentatonix                                                                       | Hallelujah                                      | Leonard Cohen | 21.10.2016 | 11.11.2016         | 4                  | 49                 | Platin (400.000+)      |
| Gwen Stefani feat. Blake Shelton                                                 | You Make It Feel Like Christmas                 | busbee, Blake Shelton, Gwen Stefani, Justin Tranter                                                                    | 22.09.2017 | 29.12.2017         | 33                 | 24                 |                        |
| Sia                                                                              | Snowman                                         | Sia Furler, Greg Kurstin                                                                                               | 09.11.2017 | 18.12.2020         | 6                  | 30                 | Platin (600.000+)      |
| Kelly Clarkson                                                                   | Christmas Eve                                   | Kelly Clarkson, Jason Halbert                                                                                          | 20.10.2017 | 29.12.2017         | 64                 | 2                  |                        |
| Sabrina Carpenter                                                                | Have Yourself a Merry Little Christmas          | Ralph Blane, Hugh Martin                                                                                               | 27.10.2017 | 27.12.2024         | 99                 | 1                  |                        |
| Sia                                                                              | Santa’s Coming for Us                           | Sia Furler, Greg Kurstin                                                                                               | 30.10.2017 | 29.12.2017         | 50                 | 11                 |                        |
| The Kingdom Choir feat. Camélia Jordana & Namika                                 | Holidays Are Coming                             | Rich Airis, Terry Coffey, Mitchell Lennox, Ben Naftali, Julien Nairolf, Jon Nettlesbey, Melanie Thornton               | 09.11.2018 | 28.12.2018         | 97                 | 3                  |                        |
| Bayern 3 feat. Münchner Rundfunkorchester & Christina Stürmer                    | (Ich wünsch dir) Sternstunden                   | — | 21.11.2018 | 30.11.2018         | 69                 | 2                  |                        |
| Mark Ronson & Miley Cyrus & feat. Sean Ono Lennon                                | Happy Xmas (War Is Over)                        | John Lennon, Yoko Ono                                                                                                  | 14.12.2018 | 28.12.2018         | 46                 | 1                  |                        |
| Liam Payne                                                                       | All I Want (For Christmas)                      | Phil Cook, James Newman, Sam Preston                                                                                   | 25.10.2019 | 01.01.2021         | 75                 | 2                  |                        |
| Katy Perry                                                                       | Cozy Little Christmas                           | Ferras Alqaisi, Katy Perry, Greg Wells                                                                                 | 01.11.2019 | 27.12.2019         | 32                 | 19                 |                        |
| Sigrid                                                                           | Home to You / Home to You (This Christmas)      | Steve Mac, Sigrid Solbakk Raabe                                                                                        | 01.11.2019 | 31.12.2021         | 88                 | 1                  |                        |
| Lukas Graham                                                                     | Here (for Christmas)                            | Lukas Forchhammer, David Labrel, Zach Skelton, Jake Torrey                                                             | 08.11.2019 | 01.01.2021         | 63                 | 5                  |                        |
| Jonas Brothers                                                                   | Like It’s Christmas                             | Jason Evigan, Joe Jonas, Kevin Jonas, Nick Jonas, Gian Stone, Annika Wells, Freddy Wexler                              | 08.11.2019 | 27.12.2019         | 27                 | 24                 |                        |
| Alessia Cara                                                                     | Make It to Christmas                            | Alessia Caracciolo, Jon Levine                                                                                         | 08.11.2019 | 24.12.2021         | 60                 | 7                  |                        |
| Robbie Williams                                                                  | Time for Change                                 | Karl Brazil, Guy Chambers, Tom Longworth, Robbie Williams                                                              | 22.11.2019 | 27.12.2019         | 89                 | 1                  |                        |
| Oh Wonder                                                                        | This Christmas                                  | Josephine Hilary, Vander Gucht, Anthony Michael West                                                                   | 29.11.2019 | 31.12.2021         | 83                 | 3                  |                        |
| Taylor Swift                                                                     | Christmas Tree Farm                             | Taylor Swift | 06.12.2019 | 24.12.2021         | 60                 | 5                  |                        |
| Ava Max                                                                          | Christmas Without You                           | Jesse Aicher, Ava Max, Sam Martin, Gian Stone, Henry Walter                                                            | 15.10.2020 | 11.12.2020         | 23                 | 23                 |                        |
| Mariah Carey feat. Ariana Grande & Jennifer Hudson                               | Oh Santa!                                       | Mariah Carey, Bryan Michael Cox, Jermaine Dupri                                                                        | 04.11.2020 | 11.12.2020         | 53                 | 4                  |                        |
| Britney Spears                                                                   | My Only Wish (This Year)                        | Brian Kierulf, Josh Schwartz, Britney Spears                                                                           | 14.11.2020 | 25.12.2015         | 21                 | 35                 | Gold (250.000+)        |
| Robbie Williams                                                                  | Can’t Stop Christmas                            | Karl Brazil, Benjamin Roy Castle, Chris Heath, Owen Parker, Robert Williams                                            | 20.11.2020 | 01.01.2021         | 59                 | 6                  |                        |
| Leony & Vize                                                                     | Merry Christmas Everyone                        | Bob Heatlie | 27.11.2020 | 01.01.2021         | 71                 | 5                  |                        |
| Shawn Mendes & Camila Cabello                                                    | The Christmas Song                              | Mel Tormé, Robert Wells                                                                                                | 01.12.2020 | 18.12.2020         | 64                 | 4                  |                        |
| Ella Henderson feat. AJ Mitchell                                                 | Blame It on the Mistletoe                       | Jez Ashurst, Julie Frost, Gabriella Henderson, Tre Jean-Marie                                                          | 04.12.2020 | 31.12.2021         | 75                 | 4                  |                        |
| Udo Mc Muff, Kreisligalegende & Ikke Hüftgold                                    | Eine Muh, eine Mäh                              | Matthias Distel, Dominik de Leon, Wilhelm Lindemann, Tobias Sergeo                                                     | 18.12.2020 | 25.12.2020         | 53                 | 1                  |                        |
| Kelly Clarkson feat. Ariana Grande                                               | Santa, Can’t You Hear Me                        | Kelly Clarkson, Aben Eubanks                                                                                           | 25.10.2021 | 31.12.2021         | 26                 | 13                 |                        |
| George Ezra                                                                      | Come on Home for Christmas                      | Charles Brown, George Ezra, Joel Laslett Pott, Gene Redd                                                               | 03.11.2021 | 30.12.2022         | 100                | 1                  |                        |
| Broilers                                                                         | Grauer Schnee                                   | Sammy Amara | 05.11.2021 | 12.11.2021         | 24                 | 1                  |                        |
| Sarah Connor                                                                     | The Christmas Song                              | Mel Tormé, Robert Wells                                                                                                | 11.11.2021 | 10.12.2021         | 57                 | 4                  |                        |
| Michael Bublé                                                                    | The Christmas Sweater                           | Lorne Balfe, Gary Barlow, Michael Bublé, Jane Goldman, Matthew Vaughn                                                  | 19.11.2021 | 31.12.2021         | 76                 | 2                  |                        |
| The Kelly Family                                                                 | One More Happy Christmas                        | Jonas Myrin, Patricia Kelly                                                                                            | 26.11.2021 | 03.12.2021         | 35                 | 1                  |                        |
| ABBA                                                                             | Little Things                                   | Benny Andersson, Björn Ulvaeus                                                                                         | 03.12.2021 | 10.12.2021         | 42                 | 1                  |                        |
| Ed Sheeran & Elton John                                                          | Merry Christmas                                 | Elton John, Ed Sheeran                                                                                                 | 03.12.2021 | 10.12.2021         | 4                  | 22                 | Gold (200.000+)        |
| Sarah Connor                                                                     | Ring Out the Bells                              | Sarah Connor, Nicolas Rebscher, Max Wolfgang                                                                           | 04.11.2022 | 02.12.2022         | 41                 | 9                  |                        |
| Zoe Wees                                                                         | All I Want (For Christmas)                      | Phil Cook, James Newman, Sam Preston                                                                                   | 10.11.2022 | 02.12.2022         | 40                 | 5                  |                        |
| Sam Smith                                                                        | Night Before Christmas                          | Simon Aldred, Sam Smith                                                                                                | 18.11.2022 | 23.12.2022         | 67                 | 2                  |                        |
| Nimo                                                                             | Weihnachtsbäckerei                              | Chryziz, Nimo | 22.12.2022 | 30.12.2022         | 72                 | 2                  |                        |
| Cher                                                                             | DJ Play a Christmas Song                        | James Abrahart, Lionel Crasta, Sarah Hudson, Jesse Saint John, Brett McLaughlin, Mark Schick                           | 06.10.2023 | 22.12.2023         | 62                 | 2                  |                        |
| OneRepublic                                                                      | Dear Santa                                      | Anna Graceman, Brent Kutzle, John Nathaniel, Jeff Owen, Ryan Tedder, Josh Varnadore                                    | 20.10.2023 | 08.12.2023         | 46                 | 6                  |                        |
| Tokio Hotel                                                                      | Your Christmas                                  | — | 07.11.2023 | 08.12.2023         | 42                 | 4                  |                        |
| Jason Derulo                                                                     | Closer to Christmas                             | Kyle Buckley, Jason Desrouleaux, Jbach, Jackson Morgan, Jesse Saint John, David Wilson                                 | 10.11.2023 | 29.12.2023         | 70                 | 1                  |                        |
| Felix Harrer & Jaques Raupé                                                      | 3 Haselnüsse                                    | Vladimir Kocandrile, Karel Svoboda                                                                                     | 01.12.2023 | 15.12.2023         | 15                 | 7                  |                        |
| Wincent Weiss                                                                    | Beste Zeit im Jahr                              | Philipp Klemz, Björn Steiner, Joe Walter, Wincent Weiss                                                                | 01.12.2023 | 29.12.2023         | 73                 | 1                  |                        |
| Wincent Weiss                                                                    | Weihnachten mit dir                             | Philipp Klemz, Björn Steiner, Joe Walter, Wincent Weiss                                                                | 01.12.2023 | 27.12.2024         | 83                 | 1                  |                        |
| Elevator Boys                                                                    | Jingle Bell Rock                                | Joe Beal, Jim Boothe                                                                                                   | 07.11.2024 | 29.11.2024         | 43                 | 5                  |                        |
| Charlie Puth                                                                     | December 25th                                   | Jacob Hindlin, Charlie Puth                                                                                            | 08.11.2024 | 27.12.2024         | 78                 | 1                  |                        |
| Ed Sheeran                                                                       | Under the Tree                                  | Johnny McDaid, Ed Sheeran                                                                                              | 26.11.2024 | 06.12.2024         | 40                 | 4                  |                        |

## Liste der kommerziell erfolgreichsten Videoalben
Das erfolgreichste Videoalbum – mit weihnachtlichem Inhalt – stammt von der deutschen Rockband Die Toten Hosen. Deren Doppel-DVD Im Auftrag des Herrn / Wir warten auf’s Christkind konnte sich als einziges Videoalbum mit weihnachtlichem Inhalt in den offiziellen deutschen Albumcharts platzieren. Darüber hinaus ist es neben Weihnachten in Familie Vol. 1 das einzige Videoalbum, das eine Schallplattenauszeichnung verliehen bekam. 2009 wurde Im Auftrag des Herrn / Wir warten auf’s Christkind mit einer Platin-Schallplatte vom BVMI ausgezeichnet, damit ist es das meistverkaufte Videoalbum mit weihnachtlichem Inhalt.
Liste der kommerziell erfolgreichsten Weihnachtsvideoalben in Deutschland
| Interpret(en)                                                      | Titel                                              | Musiklabel         | Erst-Vö    | Chartinformationen | Chartinformationen | Chartinformationen | Zertifizierte Verkäufe |
| Interpret(en)                                                      | Titel                                              | Musiklabel         | Erst-Vö    | Einstieg           | Platzierung        | Wochen             | Zertifizierte Verkäufe |
| ------------------------------------------------------------------ | -------------------------------------------------- | ------------------ | ---------- | ------------------ | ------------------ | ------------------ | ---------------------- |
| Die Toten Hosen                                                    | Im Auftrag des Herrn / Wir warten auf’s Christkind | JKP / Warner Music | 13.10.2003 | 03.11.2003         | 43                 | 3                  | Platin (50.000+)       |
| Frank Schöbel & Aurora Lacasa mit ihren Kindern Odette & Dominique | Weihnachten in Familie Vol. 1                      | Monopol Records    | 02.11.2007 | —                  | —                  | —                  | Gold (25.000+)         |